# Guerre de Succession d'Espagne dans les Pays-Bas espagnols
La guerre de Succession d'Espagne dans les Pays-Bas espagnols est la partie de la guerre de Succession d'Espagne qui se déroule dans les Pays-Bas espagnols : la guerre de Succession d'Espagne étant un conflit qui oppose plusieurs puissances européennes de 1701 à 1714 et dont l'enjeu est la succession au trône d'Espagne et, à travers lui, la domination en Europe.

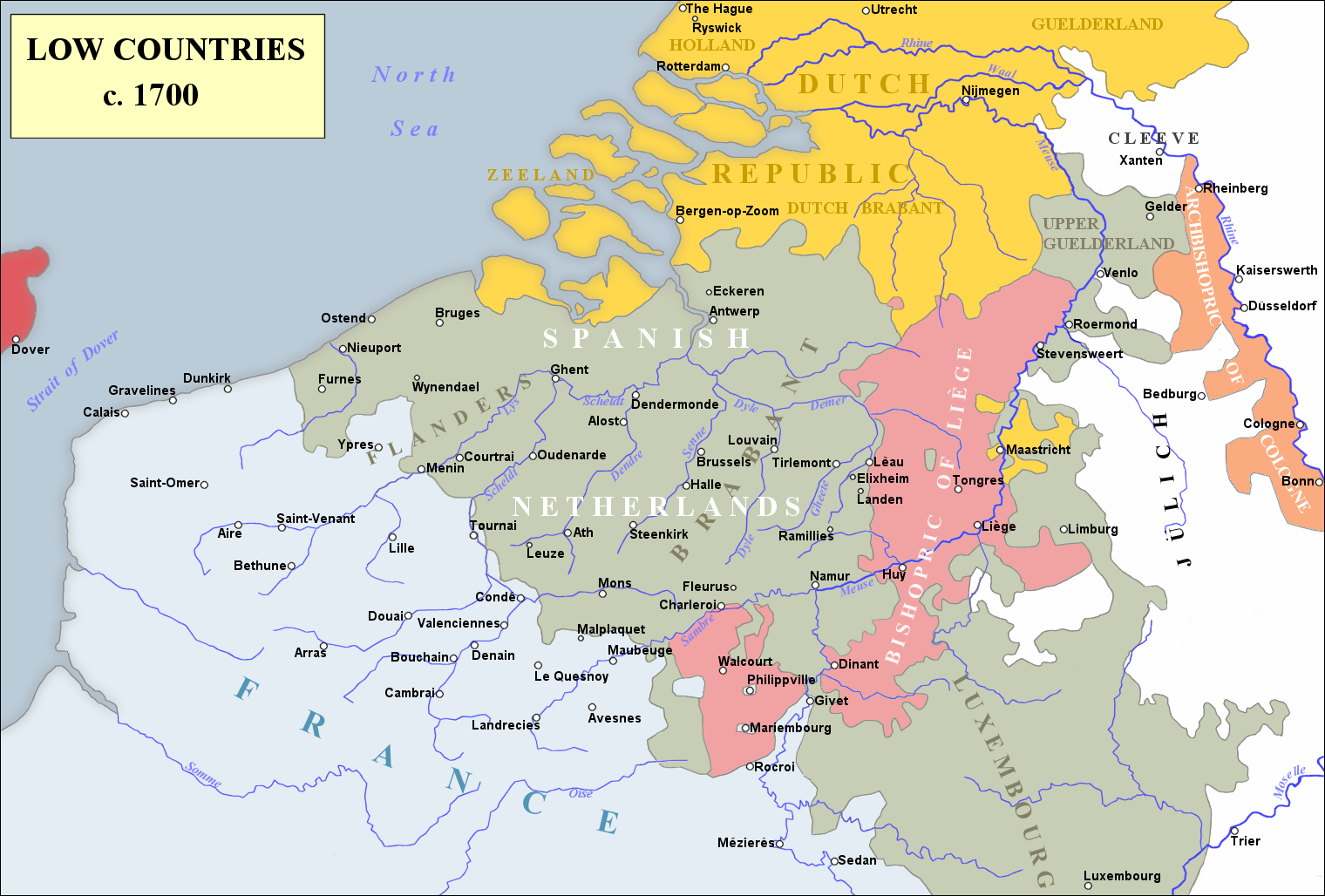
Les Pays-Bas espagnols, un des théâtres de la guerre de Succession d'Espagne.

Les Pays-Bas espagnols sont un des théâtres important de cette guerre, où l'armée française de Flandre du roi de France Louis XIV se trouve confrontée aux troupes d'Angleterre, des Provinces-Unies et du Saint-Empire.

## La campagne de 1701

### La prise des places de la barrière par les Français

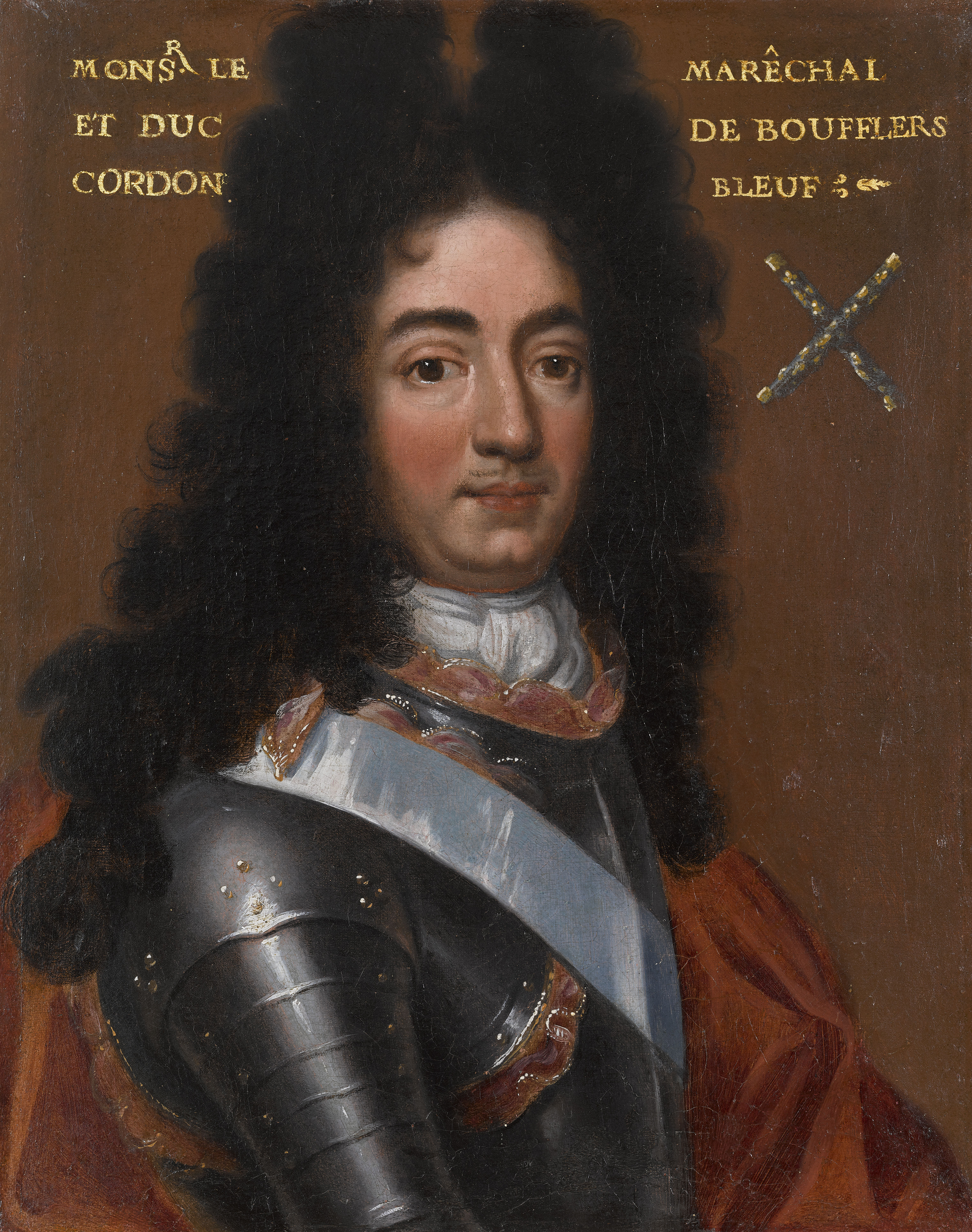
Le duc de Boufflers, maréchal de France, commandant de l'armée de Flandre, organise la prise des places de la barrière

Le 4 décembre 1700, avant de quitter Versailles pour Madrid, le nouveau roi d'Espagne Philippe V confie à son grand-père, Louis XIV, le gouvernement des Pays-Bas espagnols, dans l'intérêt des deux couronnes.
Louis XIV est inquiet de la présence de troupes de garnison des Provinces-Unies dans les places de la « barrière » des Pays-Bas en vertu du traité de Ryswick alors que le gouverneur Maximilien-Emmanuel de Bavière ne dispose que de sept à huit mille hommes. C'est pourquoi la première décision de Louis XIV est de reprendre ces places et de bouter les Hollandais hors des Pays-Bas. À cet effet, il envoie son conseiller militaire, le marquis de Puységur, se concerter avec le gouverneur des Pays-Bas, l'électeur Maximilien-Emmanuel de Bavière, pour s'en assurer la fidélité et pour prendre les mesures nécessaires avec le commandant en chef des troupes royales espagnoles, le marquis de Bedmar. Lors de leur entrevue à Bruxelles, le 23 janvier 1701, l'électeur de Bavière et le marquis de Bedmar marquent leur accord pour une opération militaire sur les places occupées la nuit du 5 au 6 février. De plus, l'électeur de Bavière propose d'inclure son frère, l'électeur de Cologne, dans le traité avec le roi de France.
Dès le 2 février 1701, l'ambassadeur de France auprès des Provinces-Unies, le comte d'Avaux notifie aux États généraux la décision du roi d'Espagne de remplacer les troupes hollandaises par des troupes françaises en tant que troupes auxiliaires du cercle de Bourgogne.
La liste des officiers généraux français destinés à pénétrer aux Pays-Bas, sous les ordres du maréchal de Boufflers, est composée de trois lieutenants généraux, Coigny, d'Artagnan et Ximenez, de quatre maréchaux de camp, Lamothe Houdancourt, Albergotti, Bezons et Courtebourne, et de sept brigadiers, Chevilly, Aubeterre, Courcelles, Labadie, Violaine, Imecourt et le marquis de Puységur.
L'opération militaire, dirigée par le maréchal de Boufflers, se passe dans les meilleures conditions possibles : la nuit du 5 au 6 février, les troupes françaises entrent dans les places fortes sans la moindre réaction des garnisons hollandaises.
| Officiers généraux du roi de France    | Nombre d'hommes | Nombre d'hommes | Lieux de départ des détachements | Places où les troupes doivent se rendre | Observations                      |
| Officiers généraux du roi de France    | Cavalerie       | Infanterie      | Lieux de départ des détachements | Places où les troupes doivent se rendre | Observations                      |
| -------------------------------------- | --------------- | --------------- | -------------------------------- | --------------------------------------- | --------------------------------- |
| Le comte de Lamothe, maréchal de camp  | 1 600           | 180             | De Dunkerque                     | A Nieuport                              | Entrée par la porte de Dunkerque  |
| Le comte de Lamothe, maréchal de camp  | 1 000           | 0               | De Furnes                        | A Nieuport                              | Entrée par la porte de Dunkerque  |
| Le comte de Lamothe, maréchal de camp  | 2 600           | 180             |                                  | A Nieuport                              | Entrée par la porte de Dunkerque  |
| Le comte de Coigny, lieutenant général | 1 200           | 300             | De Tournai                       | À Oudenarde                             | Entrée par la porte de Tournai    |
| Bezons, maréchal de camp               | 1 000           | 120             | De Tournai                       | À Ath                                   | Entrée par la porte de Tournai    |
| D'Artagnan, lieutenant général         | 1 500           | 360             | De Valenciennes                  | A Mons                                  | Entrée par la porte de Bertaimont |
| D'Artagnan, lieutenant général         | 500             | 120             | De Condé                         | A Mons                                  | Entrée par la porte de Bertaimont |
| D'Artagnan, lieutenant général         | 750             | 90              | Du Quesnoy                       | A Mons                                  | Entrée par la porte de Bertaimont |
| D'Artagnan, lieutenant général         | 2 750           | 570             |                                  | A Mons                                  | Entrée par la porte de Bertaimont |
| Courtebourne, maréchal de camp         | 1 000           | 180             | De Maubeuge et de Beaumont       | À Charleroi                             | Entrée par la porte de Bruxelles  |
| Ximenez, lieutenant général            | 750             | 0               | De Philippeville                 | À Namur                                 | Entrée par la porte de Charleroi  |
| Ximenez, lieutenant général            | 750             | 120             | De Givet et Charlemont           | À Namur                                 | Entrée par la porte de Charleroi  |
| Ximenez, lieutenant général            | 1 500           | 120             |                                  | À Namur                                 | Entrée par la porte de Charleroi  |
| Albergotti, maréchal de camp           | 1 000           | 420             | De Longwy                        | À Luxembourg                            | Entrée par la porte de Longwy     |
| Albergotti, maréchal de camp           | 1 500           | 540             | De Thionville                    | À Luxembourg                            | Entrée par la porte de Longwy     |
| Albergotti, maréchal de camp           | 2 500           | 960             |                                  | À Luxembourg                            | Entrée par la porte de Longwy     |
| TOTAL des hommes engagés               | 12 550          | 2 430           |                                  |                                         |                                   |

Elles y sont accueillies par les officiers du gouverneur, en tant que troupes auxiliaires : les troupes du maréchal de Boufflers sont ainsi attendues par le maître de camp général des armées royales, le prince de t'Serclaes, à Audenarde, par le prince Steenhuyse à Ath, par l'adjudant général d'Avalos à Ath. Les troupes françaises investissent ainsi Nieuport, Oudenarde, Ath, Mons, Charleroi, Namur et Luxembourg et s'emparent de 22 bataillons des Provinces-Unies.

« L'entrée des troupes de Sa Majesté Très Chrétienne s'est faite avec beaucoup d'ordre, et sans qu'il y ait eu la moindre difficulté, les gouverneurs des places et autres généraux qui y étaient envoyés pour cette disposition ayant eu ordre de son Altesse Électorale de traiter toujours les Hollandais en bons amis et alliés, et de les avertir que les troupes de France y entraient comme troupes auxiliaires, comme eux le sont, et qu'ils ne doivent craindre en aucune manière qu'il leur serait fait la moindre insulte. »

— Les Relations véritables (numéro du 11 février 1701)
L'ambassadeur d'Espagne auprès des Provinces-Unies, Don Francisco Bernardo de Quiros déclare, seulement le 7 février 1701, aux États généraux par un mémoire l'arrivée des troupes françaises dans les places de la barrière.
Fâchées de ce stratagème, les Provinces-Unies réagissent en demandant le retour de leurs troupes. Louis XIV accepte moyennant un étalement de leur libération afin de leur permettre d'occuper le pays. Le 18 février 1701, le maréchal de Boufflers, pousse ses troupes dans les provinces de Flandre et du Brabant pour aller reconnaître la frontière avec les Provinces-Unies.

### La préparation de la défense des Pays-Bas espagnols
Le 18 février 1701, les troupes françaises se mettent en marche pour occuper les différentes places-fortes des Pays-Bas espagnols et la frontière des Provinces Unies.
| Lieux de destination | Infanterie                | Infanterie | Cavalerie                          | Cavalerie  |
| Lieux de destination | Régiments                 | Bataillons | Régiments                          | Bataillons |
| -------------------- | ------------------------- | ---------- | ---------------------------------- | ---------- |
| Place d'Anvers       | Régiment de Picardie      | 3          | Régiment des Carabiniers           | 4          |
| Place d'Anvers       | Régiment de Xaintonge     | 1          | Régiment Colonel-Général cavalerie | 3          |
| Place de Lierre      | Régiment de Maine         | 2          | Régiment de Berry cavalerie        | 2          |
| Place de Bruxelles   | Régiment d'Humières       | 2          | Régiment Mestre de Camp Général    | 3          |
| Place de Bruxelles   | Régiment de Touraine      | 1          | Régiment Royal-Étranger            | 3          |
| Place de Damme       | Régiment de Poitou        | 2          |                                    |            |
| Place d'Ostende      | Régiment de Boulonnais    | 1          |                                    |            |
| Place d'Ostende      | Régiment de Lorraine      | 1          |                                    |            |
| Place de Bruges      | Régiment de Catinat       | 1          | Régiment du Dauphin dragons        | 3          |
| Place de Nieuport    | Régiment Royal-Roussillon | 1          |                                    |            |
| Place de Gand        | Régiment Royal            | 3          | Régiment des Carabiniers           | 3          |
| Place de Malines     | Régiment du Dauphin       | 3          | Régiment du Maine cavalerie        | 2          |
| Place de Malines     |                           |            | Régiment de Toulouse               | 2          |
| Place de Mons        | Régiment de Santerre      | 1          |                                    |            |
| Place de Diest       | Régiment de Condé         | 1          | Régiment d'Orléans                 | 2          |
| Place de Louvain     | Régiment d'Orléans        | 2          | Régiment des Carabiniers           | 3          |
| Place de Louvain     | Régiment de Vexin         | 1          |                                    |            |
| Place de Namur       | Régiment Royal Artillerie | 1          |                                    |            |
| Place de Namur       | Régiment de La Châtre     | 2          |                                    | 8          |
| Place de Luxembourg  | Régiment de Noailles      | 1          |                                    |            |
| Place de Luxembourg  | Régiment de La Reine      | 3          |                                    | 10         |
| Place de Luxembourg  | Régiment de Beauvoisis    | 1          |                                    |            |
| Place de Herenthals  |                           |            | Régiment de Vivans cavalerie       | 2          |
| Total des effectifs  |                           | 34         |                                    | 50         |

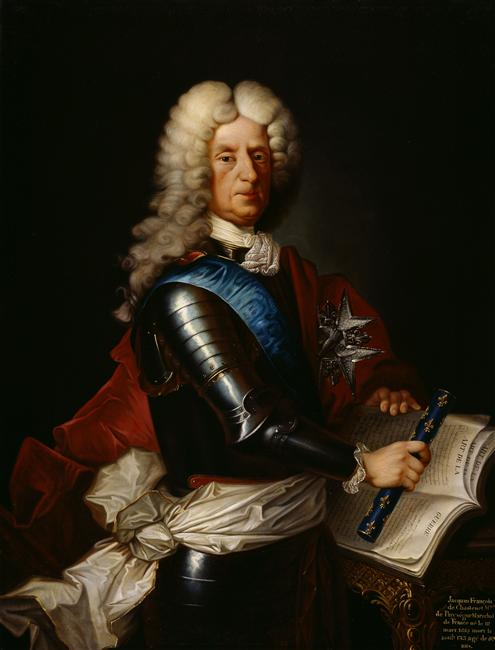
Le marquis de Puységur est le conseiller militaire du roi.

Pendant ce temps, à Bruxelles, le marquis de Puységur, le marquis de Bedmar et le comte de Bergeyck s'occupent des affaires des Pays-Bas. Ils proposent à Philippe V et à Louis XIV de lever des troupes pour compléter les effectifs. Le marquis de Puységur demande également d'envoyer des troupes françaises en Gueldre espagnole, région stratégique pour prévenir une éventuelle jonction entre des troupes prussiennes et celles des Provinces-Unies et, en même temps, pour soutenir l'électeur de Cologne.

« Par ce poste d'entre la Meuse et le Rhin, vous rejetez tous les Hollandais dans le cœur de leur pays; vous êtes maître absolu de celui d'entre la Meuse et le Rhin et vous réduisez vos ennemis à être tout le temps sur la défensive puisque leurs forces doivent toujours être séparées pour pouvoir garder le tout; et vous, demeurant ensemble, vous gardez également le pays de Gueldre et le Brabant. »

— Le marquis de Puységur ,  Lettre au ministre et secrétaire d'État de la Guerre, Michel Chamillart, du 14 février 1701

Les besoins pour la Gueldre sont estimés à quinze bataillons et quinze escadrons. Dès le 5 mars 1701, les premières troupes partent du Hainaut, de Tournai et de Luxembourg pour Tirlemont tandis qu'une autre partie s'assemble à Diest. Les différents officiers généraux désignés pour servir au pays de Gueldre sont le comte de Coigny, le comte de Souternon (commandant du régiment de Toulouse), les maréchaux de camp d'Alègre et de Labadie, le commissaire-ordinateur de Fumeron. Ces officiers se mettent en marche avec leurs troupes dès le 14 mars 1701, via Brey et Wert pour éviter la place de Maestricht occupée par les Provinces-Unies et ils rejoignent finalement Ruremonde le 22 mars 1701. Après examen de la situation par le comte de Coigny, le gouverneur de la Gueldre et le comte Hornes, la situation des différentes places de la province et de l'électorat de Cologne est estimée critique au vu de la position des ennemis potentiels. C'est pourquoi le maréchal de Boufflers décide d'amener de nouveaux renforts, y compris de l'artillerie.
|                     | Infanterie            | Infanterie | Cavalerie                         | Cavalerie |
| Régiments           | Bataillons            | Régiments  | Bataillons                        |           |
| ------------------- | --------------------- | ---------- | --------------------------------- | --------- |
| À Stephenswert      | Régiment de Crussol   | 1          |                                   |           |
| À Ruremonde         | Régiment de La Châtre | 1          | Régiment de Condé cavalerie       | 2         |
| À Ruremonde         | Régiment d'Isenghien  | 2          | Régiment de Duras cavalerie       | 2         |
| À Ruremonde         |                       |            | Régiment de Grignan cavalerie     | 2         |
| À Venloo            | Régiment d'Orléans    | 2          | Régiment Royal-Étranger cavalerie | 3         |
| À Venloo            | Régiment de Condé     | 1          |                                   |           |
| À Venloo            | Régiment de Vexin     | 1          |                                   |           |
| À Venloo            | Régiment de Santerre  | 1          |                                   |           |
| À Gueldre           | Régiment de Languedoc | 2          | Régiment de Hautefort cavalerie   | 1         |
| À Gueldre           | Régiment de Touraine  | 2          |                                   |           |
| À Stralen           |                       |            | Régiment de Hautefort cavalerie   | 1         |
| À Herklens          |                       |            | Régiment de Senneterre cavalerie  | 3         |
| Total des effectifs |                       | 12         |                                   | 14        |

Pendant ce temps, l'électeur Maximilien-Emmanuel de Bavière quitte Bruxelles pour rejoindre la Bavière avec cinq de ses régiments pour aller défendre les états du Cercle de Bavière, exposés aux armées de l'empereur Léopold 1er tandis que le commandement des troupes espagnoles des Pays-Bas reste dans les mains du marquis de Bedmar.
La disposition des officiers généraux pour la défense des Pays-Bas espagnols est la suivante : le comte de la Mothe est chargé du corps d'armée de la mer jusqu'à l'Escaut, d'Albertgotti commande dans le Luxembourg, d'Artagnan est chargé de la partie entre Anvers et Ruremonde.
Au début d'avril, le maréchal de Boufflers prend ses premières dispositions en prévision d'une guerre et forme différents corps séparés. Le premier, sous les ordres du marquis de Bedmar, doit garder la zone partant de la mer jusqu'à Diest et Namur. Le second, dirigé par le prince de t'Serclaes, doit couvrir Liège et contenir la garnison de Maestricht. Le troisième, commandé par le comte de Tallard, renforce l'électorat de Cologne. De plus il renforce les places fortes d'Anvers, de Liège et de Bönn. Boufflers prend la tête d'une armée pour se diriger au nord, vers le Duché de Juliers et la Gueldre espagnole en assurant des liaisons avec les places de Venloo et de Ruremonde et en évitant de découvrir la frontière du Brabant. Il doit en effet tenir compte de l'occupation de Maestricht par vingt-deux bataillons et treize escadrons hollandais.
| Régiments                               | Bataillons | Escadrons | Provenance   | Destination |
| --------------------------------------- | ---------- | --------- | ------------ | ----------- |
| Régiment de Fürstenberg                 |            | 2         | Ypres        | Gand        |
| Régiment Royal-Allemand                 |            | 3         | Saint-Omer   | Mons        |
| Régiment Royal-Cravates cavalerie       |            | 3         | Valenciennes | Louvain     |
| Régiment de Barentin                    |            | 2         | Cambray      | Louvain     |
| Régiment de Rosen                       |            | 2         | Bouchain     | Louvain     |
| Régiment Mestre de Camp Général dragons |            | 3         | Longwy       | Namur       |
| Régiment de Hessy                       | 3          |           | Valenciennes | Mons        |
| Régiment de Hessy                       | 3          | Cambray   |              | Mons        |
| Régiment de Zurlauben                   | 2          |           | Valenciennes | Mons        |
| Régiment de Fürstenberg                 | 2          |           | Ypres        | Anvers      |
| Régiment de Salis                       | 2          |           | Tournay      | Charleroy   |
| Régiment du Roi cavalerie               |            | 3         | Luxembourg   | Namur       |
| Régiment Royal-Piémont cavalerie        |            | 3         | Luxembourg   | Namur       |
| Régiment de Talmont cavalerie           |            | 2         | Luxembourg   | Namur       |
| Total                                   | 9          | 20        |              |             |

Pendant le reste de l'année 1701, les troupes françaises et espagnoles sont renforcées de jour en jour. Une ligne de retranchement est construite pour ainsi dire de façon continue le long de la frontière des Provinces-Unies. De plus, les Français occupent en dehors de ces lignes les places-fortes situées sur la Meuse, à savoir Liège, Stevensweert, Ruremonde, Venlo. Seule Maëstricht est aux mains des Provinces Unies !

« J'ai cru qu'il était nécessaire de connaître par moi-même la situation et la disposition desdites places et du pays de Gueldre, afin d'être plus en état de prendre les mesures convenables pour leur défense. »

— Le maréchal de Boufflers ,  Lettre au roi Louis XIV du 4 mai 1701)

Après sa visite des différentes places fortes des Pays-Bas espagnols, le maréchal de Boufflers établit son quartier général à Diest, une cité du nord du Brabant, sur le Démer. De plus, au début de juillet, à la suite de la demande de l'électeur de Cologne, des troupes françaises et des munitions sont également envoyées pour renforcer les places de Kaiserswerth et de Rhinberg sur le Rhin.

### La réaction des alliés: La Grande Alliance (1701)
Les troupes alliées stationnées aux Provinces Unies peuvent être estimées à 135 000, soient 75 000 soldats des Provinces-Unies, 15 000 soldats du Royaume Danemark, 10 000 soldats du l'Électorat de Brandebourg, 12 000 soldats de la Principauté de Lunebourg, 10 000 de Hanovre, 8 000 du landgraviat de Hesse-Cassel et 5 000 de duché de Mecklembourg-Schwerin.
Cependant les Provinces-Unies sont inquiètes de la présence de troupes françaises à ses frontières et réclament l'assistance de l'Angleterre qui, après approbation du parlement, transfère près de 13 000 soldats dans les environs de Bréda en juin 1701. Le 1er juin 1701, le roi d'Angleterre, Guillaume III, nomme le comte de Marlborough général d'infanterie et commandant en chef de toutes les troupes anglaises dans les Provinces Unies puis ambassadeur extraordinaire auprès des États-Généraux.
Le 14 juillet 1701, le roi d'Angleterre, Guillaume III vient à La Haye rencontrer les États-Généraux des Provinces Unies pour conclure et signer projet de traité d'assistance offensive et défensive entre l'Empereur, l'Angleterre et les Provinces Unies.
Les contractants s'engagent à reprendre les Pays-Bas espagnols et rétablir la barrière, à reconquérir le Milanais, les royaumes de Naples et de Sicile, avec les îles de la Méditerranée qui en dépendent et les ports de Toscane, à s'emparer de toutes les possessions espagnoles dans les Indes pour se les partager, à continuer la guerre jusqu'à ce que la satisfaction juste et raisonnable fût donnée à l'empereur, au roi d'Angleterre et aux états-généraux sur tous les griefs et à assurer par tous les moyens la séparation des deux couronnes de France et d'Espagne… De plus, tous les princes et États d'Europe sont invités à accéder à la présente convention et une fois les hostilités commencées, aucun des contractants ne pourra se retirer sans se mettre en guerre avec les autres.

« Et afin de procurer cette satisfaction & cette sûreté, les Alliés feront entre autres choses leurs plus grands efforts pour reprendre & conquérir les Provinces du Pays-Bas espagnol, dans l'intention qu'elles servent de Digue, de Rempart, & de Barrière pour séparer & éloigner la France des Provinces-Unies, comme par le passé; lesdites Provinces du Pays-Bas espagnol ayant fait la sûreté des Seigneurs États Généraux jusques à ce que depuis peu Sa Majesté très-Chrétienne s'en est emparé & les a fait occuper par ses Troupes. »

— Traité de La Haye de 1701, article V.

« Lorsque ladite Transaction, ou Traité de Paix se fera, les Alliez conviendront... pareillement des moyens propres à mettre en sureté les Seigneurs États-Généraux par la « Barrière » susmentionnée. »

— Traité de La Haye de 1701, article IX.
Le 18 juillet 1701, Guillaume III rencontre en audience particulière l'ambassadeur de France à La Haye, le comte d'Avaux, qui lui confirme que l'intention du roi de France est de maintenir la paix. Guillaume III lui répond que c'est aussi la sienne et qu'il ne veut qu'assurer la sécurité des Provinces Unies. Le roi d'Angleterre passe le reste du mois de juillet à faire le tour des places fortes des Provinces-Unies en vue de prendre les mesures nécessaires à la défense du pays.
Pendant ce temps, Louis XIV met en place deux armées dans les Pays-Bas. La première, composée de troupes françaises, pour s'avancer vers le Bas-Rhin et la seconde, composée de troupes espagnoles, pour se porter vers la mer. Ces deux armées ont pour mission de défendre les Pays-Bas espagnols et les états de l'électeur de Cologne. Louis XIV met les deux armées, soient 75 000 hommes, sous le commandement du duc de Bourgogne et du maréchal de Boufflers en Flandre; le marquis de Bedmar est commandant pour le roi d'Espagne aux Pays-Bas.

## La campagne de 1702

### Les préparatifs de la guerre dans les Pays-Bas espagnols

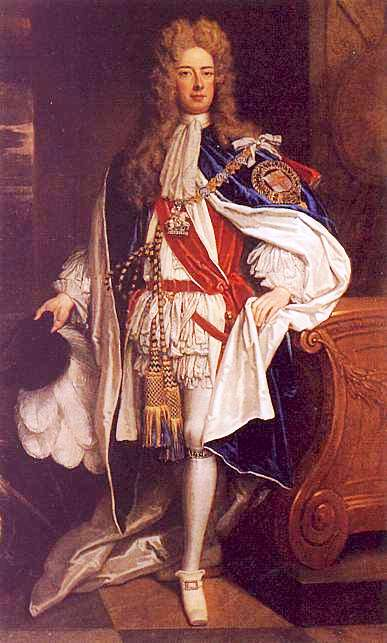
Le comte de Marlborough, commandant en chef des troupes alliées dans les Pays-Bas est promu duc en décembre 1702.

Au début du mois de février 1702, Louis XIV juge qu'il faut mettre à la tête de son armée de Flandre un général dont le rang et la naissance soient capable d'en imposer aux alliés. Il pense au duc de Bourgogne, son petit fils. Le maréchal Boufflers marque son accord de travailler avec le duc de Bourgogne

« Le duc de Bourgogne m'ayant demandé avec les dernières instances de commander une de mes armées cette année, il n'y en a point qui lui convienne mieux que celle de Flandre. Je n'ai encore rien déterminé, et je suis bien aise, avant d'y donner mon consentement, de savoir votre avis. »

— Louis XIV ,  Lettre au Maréchal de Boufflers, du 10 février 1702

Au vu de la menace de plus en plus précise de la guerre, le maréchal Boufflers surveille de près les mouvements des troupes des Provinces-Unies et de l'électeur Palatin qui menacent les places de l'électorat de Cologne et dont la place de Kaiserswerth sur le Rhin. À cet effet, il décide de la renforcer en troupes et munitions. En outre, une armée de l'empereur Léopold 1er, composée de 37 000 hommes et commandée par le prince de Bade fait mouvement vers le Haut-Rhin et plus précisément vers l'électorat de Cologne. Dix-huit bataillons français et la compagnie franche du capitaine Delacroix sont déjà stationnées dans l'électorat en renfort des six bataillons de l'électeur de Cologne.
Vers le 15 mars 1702, les troupes des alliés sortent de leurs quartiers d'hivers et se mettent en mouvement pour s'assembler sur les frontières du Brabant, du duché de Gueldre et du pays de Cologne où elles vont former quatre camps, le premier près de Nimègue, le second près de Maestricht, le troisième à Rosendael entre Breda et Berg-op-soom et le quatrième sur le Rhin, près de Dusseldorf. De plus, des détachements alliés approchent de la place de Kaiserwerth.
Le 19 mars 1702, le roi d'Angleterre Guillaume III décède. C'est la fille du roi précédent, Jacques II, Anne qui lui succède, selon l'ordre de succession établi par la Déclaration des droits (Bill of Rights) de 1689. La nouvelle reine décide de respecter les engagements de Guillaume III en matière militaire.
À la suite de la menace sur l'électorat de Cologne et le pays de Gueldre, Louis XIV autorise le maréchal de Boufflers d'user de représailles uniquement si les alliés entrent sur les terres d'Espagne ou de Cologne. Il ignore à ce moment le décès du roi d'Angleterre.

« Les mouvements différents qu'ils font faire à leurs troupes donneraient lieu de croire qu'ils veulent commencer la guerre. L'état dans lequel était le roi d'Angleterre samedi dernier, dont il me semble que vous n'avez eu encore aucune connaissance, pourrait bien retarder leurs projets, quand même il pourrait revenir de l'extrémité où il était.. »

— Louis XIV ,  Lettre au Maréchal de Boufflers, du 23 mars 1702

Le maréchal de Boufflers décide de faire avancer des troupes sur Anvers et sur Lierre pour observer le corps d'armée allié de Rosendal, mais aussi sur le Demer pour être à portée de la Gueldre et sur l'Ourthe pour être à la portée des pays de Cologne et de Juliers. Sur le Rhin, la place de Rhinberg est défendue par sept bataillons et deux escadrons de dragons, celle de Kayserwerth par cinq bataillons et cinquante dragons et celle de Bonn par six bataillons français et six des troupes de l'électeur. À la suite des observations faites, les Français relèvent des effectifs importants dans les camps alliés : 25 000 hommes à Rosendal et 20 000 hommes à Goch, près de Nimègue.
Le 25 mars 1702, la reine Anne décore le comte de Marlborough de l'Ordre de la Jarretière et le nomme capitaine général de ses forces en Angleterre et à l'extérieur. Après avoir assisté aux obsèques de Guillaume III et au couronnement de la reine Anne, le 24 avril 1702, le comte de Marlborough regagne les Provinces-Unies.
En mai 1702, après la déclaration de guerre des alliés à la France et à l'Espagne, les différentes armées se positionnent autour du duché de Gueldre et de l'électorat de Cologne.

### Le siège de Kaiserwerth (mai-juin)

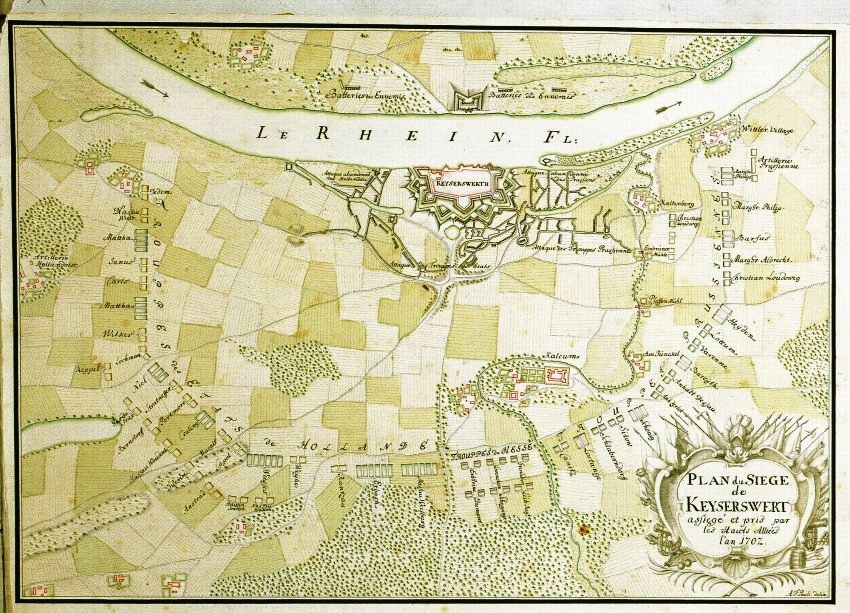
La garnison française stationnée dans la ville de Kaiserswerth, sur la rive droite du Rhin, capitule le 15 juin 1702.

Le premier engagement de la guerre dans la région des Pays-Bas est l'attaque de la place de Kaiserswerth, petite ville de l'Électorat de Cologne située sur la rive droite du Rhin. Cette ville est défendue, depuis l'année précédente par une garnison française composée de six bataillons aux ordres du marquis de Blainville, maréchal de camp des armées françaises et gouverneur de la place.
Depuis le mois de mars 1702, la place est bloquée par un détachement de troupes auxiliaires de l'Empereur composé de soldats hollandais et anglais. En avril 1702, une armée du Saint-Empire, conduite par le comte de Nassau-Saarbruck, s'approche de la place pour l'attaquer et la prendre.
Les assiégeants vont creuser des tranchées pour bombarder la ville et malgré plusieurs attaques des assiégés, ceux-ci ne pourront pas empêcher la prise de la place par les troupes alliées le 15 juin 1702.
Le marquis de Blainville obtient de la part du prince de Nassau des conditions honorables lors de la reddition de la place et il est nommé lieutenant-général quelques jours plus tard par Louis XIV à la suite de la résistance héroïque de la place.

« Que la garnison de la Ville, Château & Fort sortirait avec armes & bagages, & généralement avec tout ce qui lui appartenait & tous les autres honneurs accoutumés, qu'on lui fournirait tous les bateaux, chariots & chevaux nécessaires pour les Officiers et leurs effets, pour les malades & les blessés, pour être conduits par le chemin le plus court à Venlo. »

— le marquis de Quincy ,  Histoire militaire du règne de Louis le Grand

### Diversion des Anglais en Flandre (mai)
À l'ouest, le troisième corps d'armée du général Menno van Coehoorn fait une irruption en Flandre et après avoir forcé et démoli les lignes entre les forts de Saint-Donat et d'Isabelle, il prend un des forts de la châtellenie de Bruges puis se retire sous les murs de Sluys, à l'approche des troupes espagnoles du marquis de Bedmar et du comte de La Mothe.
Les troupes de l'Empire sont, quant à elles, encore à six semaines de marche…

### Les mouvements de l'armée française en Gueldre (mai-juillet)
Le maréchal Boufflers est nommé commandant en chef des troupes françaises des Pays-Bas à la suite du départ du maréchal de Villeroy pour l'Italie.
Le 19 avril 1702, Louis XIV nomme les six aides de camp qui vont servir auprès du duc de Bourgogne, à savoir, le comte de Denonville, le marquis de Sanzay, Mimeurre, le marquis de Prie, le marquis de Ghabannes-Curton et la Mothe.
En attendant l'arrivée du duc de Bourgogne, le maréchal Boufflers quitte Ruremonde vers le 20 avril 1702 et avance avec son corps d'armée de 20 000 hommes pour attaquer les troupes alliées du comte de Tilly, général hollandais, stationnées à Santen, dans le duché de Clèves. L'armée française progresse jusqu'à Wachtendonk puis arrive le 27 avril 1702 à midi à Alpen.
Le même jour, le comte d'Athlone, général hollandais, arrive à Nimègue avec un important corps de cavalerie. Il décide de dégager 1 200 hommes de son corps d'armée pour renforcer Maestricht et poursuit son chemin vers Clèves en laissant la cavalerie à Nimègue pour aller observer les mouvements de Boufflers.
Le comte de Tallard, commandant des troupes du Cercle de Bourgogne, quitte Rimberg avec 5 bataillons, soit 10 000 hommes pour bombarder Dusseldorf, ville du Duché de Berg, sur la rive droite du Rhin. Cependant la duchesse de Berg, l'électrice Palatine menace de bombarder la ville de Bonn, appartenant à l'électeur de Cologne, en représailles. Le comte de Tallard reçoit l'ordre de se diriger à hauteur de la place de Keiserwert, assiégée, en vue de perturber l'attaque des troupes alliées.
Pendant ce temps là, le jeune duc de Bourgogne traverse les Pays-Bas pour prendre le commandement général de l'armée de Flandre en vue d'apprendre l'art de la guerre avec le comte de Tallard pour renforcer l'effectif. Le prince couche le 25 avril 1702 à Péronne, le lendemain à Mons et arrive à Bruxelles le 27 avril 1702.
À l'approche de l'armée de Boufflers, le comte de Tilly abandonne sa position à Santen, en subissant quelques pertes à la suite d'escarmouches avec l'avant-garde française pour rejoindre le comte d'Athlone dans les environs de Clèves le 28 avril 1702.
Le duc de Bourgogne rejoint le camp établi de Sonsbeeck à Santen le 3 mai 1702 pour prendre, avec le maréchal de Boufflers, le commandement général de l'armée de Flandre.
Ses lieutenants généraux sont M Rozen, le duc de Maine, M de Maupertuis, le marquis de Montrevel, le comte de Tallard, le baron de Busca, le comte de Gaffé, le comte de Coigny, le duc de Berwick, le comte d'Artagnan, le duc de Roquelaure, le comte de Gaffion, le comte de la Mothe Houdancourt, le marquis de Vandeuil, le comte de Solre, le comte d'Avejan, le marquis d'Alégre et le duc de Luxembourg.
Ses maréchaux de camp sont le comte de Cailus, le marquis de Grammont, le comte de Thoy, M Rainold, le marquis de Hautefor, le marquis de Courtebonne, le comte de Druy, M de Surbec, le comte de Caraman, le marquis de Surville, le duc de Charost, le marquis d'Antin, le marquis de la Chaste, le marquis de Chamarande, le marquis de Blainville, le marquis d'Imecourt, M Waguener, M de Chelader, M de Sousternon, le duc de Guiche, le Comte de Mornay, le prince de Rohan, le chevalier de Rosel, le prince d'Epinoy, le chevalier de Courcelles, le duc de Montfort, le marquis de Puységur, le marquis de Marivaux, le comte de Montesson, le comte de Saillans, M de Labadie.
L'armée du comte d'Athlone s'installe à Blurembeck, près de Clèves. Elle compte 35 000 hommes. Le duc de Bourgogne fait envoyer en reconnaissance le comte de Coigny, avec 300 Gardes du Corps et 2 700 cavaliers. Puis, le 9 mai 1702, à la suite des informations recueillies, le duc de Bourgogne envoie le marquis d'Alègre en avant-garde le long de la rivière Niers, entre Goch et Gennep, avec 1 200 cavaliers et 500 grenadiers pour examiner la possibilité de passage à travers la forêt de Clèves afin d'attaquer l'armée d'Athlone. Il est accompagné du Prince de Bournonville, de M de Souternon, de Villaine, du marquis de Silly et des Fourneaux.
L'armée française quitte alors Santen le 9 mai 1702 de nuit, longe la rivière Niers et s'avance vers une zone de landes, de marécages et de forêts appelée Mookerheide. Devant l'impossibilité de traverser la forêt vers Clèves, la troupe du marquis d'Allègre occupe un défilé donnant vers la ville de Cranembourg qu'il fait garder toute la nuit du 10 mai 1702. Mais le comte d'Athlone qui a deviné l'intention du duc de Bourgogne, fait lever le camp de Clarenbeck à son armée pour la place de Grave sur la Meuse et envoie un détachement de six escadrons de cavalerie et deux régiments de dragons pour s'emparer des hauteurs de Mook, avec douze escadrons du duc de Wurtemberg pour les soutenir. Plusieurs escarmouches vont avoir lieu entre l'armée alliée et les troupes du marquis d'Allègre.
À la suite de ces évènements, le comte d'Athlone décide de se retirer vers Nimègue afin de ne pas exposer son flanc gauche aux forces françaises. Pendant ce temps, l'armée française avance à grande vitesse pour arriver à Mook le 11 mai 1702 au soir. Le lendemain, l'armée des Alliés est en ordre de bataille devant la place de Nimègue. Le duc de Bourgogne fait mettre son armée en ordre de bataille sur deux lignes, l'infanterie au centre et la cavalerie sur les deux ailes et son artillerie en deux batteries au centre. À la suite des pertes subies, Athlone rentre progressivement son infanterie à l'abri des murailles puis sa cavalerie et se retire de l'autre côté du Vahal pour en défendre la traversée,.
Dans les jours qui suivent, les Français reviennent installer leur camp sur Goch et Gennep derrière la Nierse après avoir dévasté les campagnes entre Grave, Nimègue et Clèves.
Le 8 juillet 1702, le duc de Bourgogne fait envoyer un détachement composé de 7 bataillons et 3 régiments de cavalerie en Alsace sous les ordres du comte de Caraman. Ces 3 régiments de cavalerie sont celui d'Aubusson, le Royal-Piémont et celui de Vaillac. Les bataillons sont les 3 de la Reine, 2 de Poitou, 1 de Chartres et 1 d'Isenghien.
L'armée française se trouve réduite à 66 bataillons et 114 escadrons, soient 45 000 hommes.
Après avoir été repoussés de au nord du Waal, bras du Rhin, les Alliés regroupent leurs troupes de Bréda, de Kaiserwerth, de Hesse et de Lunebourg pour former une armée de 76 bataillon et 120 escadrons, soient 60 000 hommes, 76 bouches à feu et 24 pontons.

### Mouvement des alliés en Campine (juillet-août)
Le 1er juillet 1702, le duc de Marlborough arrive à Nimègue avec une armée composée de 65 bataillons, de 130 escadrons et de l'artillerie. L'armée alliée repasse le Waal et vient camper le 16 juillet 1702, près de Grave, en face des troupes françaises. Après une attente de dix jours et en vue de livrer bataille aux Français, le 26 juillet 1702, le duc de Marlborough fait traverser la Meuse par trois ponts au-dessous de Grave et à gué la rivière d'Aa. Il décide de contourner l'armée française par la Campine : l'armée alliée campe d'abord à Geldorp, se dirige vers petit Brugel et campe le 2 août 1702 à Peer, au cœur de la Campine liégeoise.
Le 26 juillet 1702, à la suite de ce mouvement des Alliés, le duc de Bourgogne fait effectuer à son armée une retraite vers Venloo. L'arme française traverse la Meuse sur trois ponts construits près de Ruremonde le 28 juillet 1702 pour se rendre au château de Horn où elle est rejointe par les trois régiments de cavalerie et les deux régiments d'infanterie du comte de Tallard. L'armée française passe par Brey et Zonoven et vient bloquer Marlborough devant Beringen. La bataille semble inévitable ! Mais les députés des États Généraux refusent à Marlborough de livrer combat. Le 12 août 1702, Marlborough progresse vers Beech en tirant toujours son approvionnement à partir de Bois-le-Duc. C'est pourquoi Boufflers confie au duc de Berwick six bataillons, 600 grenadiers, treize escadrons et douze canons pour occuper Eindhoven et couper les voies d'approvisionnement de l'armée de Marlborough. Mais le comte de Tilly parvient à passer avec trente escadrons et douze bataillons pour renforcer les Alliés.
Renforcé de 24 bataillons, de 30 escadrons et d'artillerie, Marlborough avance ses troupes le 22 août 1702 pour camper à Helchteren. Ses effectifs sont maintenant de 92 bataillons et de 150 escadrons, soient 75 000 hommes. L'armée française de Boufflers, regroupée à Beringen compte 70 bataillons et 114 escadrons, soient 47 000 hommes. Marlborough ne livre pas bataille.

### Prise des places-fortes de la Meuse (septembre-octobre)
Le 29 août 1702, le duc de Marlborough installe son armée à Asch, en Campine. Il décide de s'emparer des places de la basse Meuse et de Gueldre coupées de l'armée française. Celle-ci stationne en effet en Campine et ne peut intervenir pour secourir voire renforcer les places fortes de Gueldre… Les deux chemins sont soit la ligne directe par Ruremonde ou Stevenswert bloquée par les troupes alliées soit le contournement par Liège, mais beaucoup trop long. De plus, un déplacement de l'armée française laisserait le chemin ouvert vers le Brabant !

« Le Roi, voyant le mauvais train que prenait cette campagne, fit revenir Monseigneur le Duc de Bourgone, afin qu'il n'eut pas le déshonneur d'être uniquement spectateur des conquêtes du duc de Marlborough. »

— Jacques Fitz-James ,  Histoire du maréchal de Berwick

Le duc de Marlborough envoie d'abord le général Schultz avec un détachement s'assurer du fort de Weert pour soutenir le mouvement de ses troupes vers les forts de la Meuse.

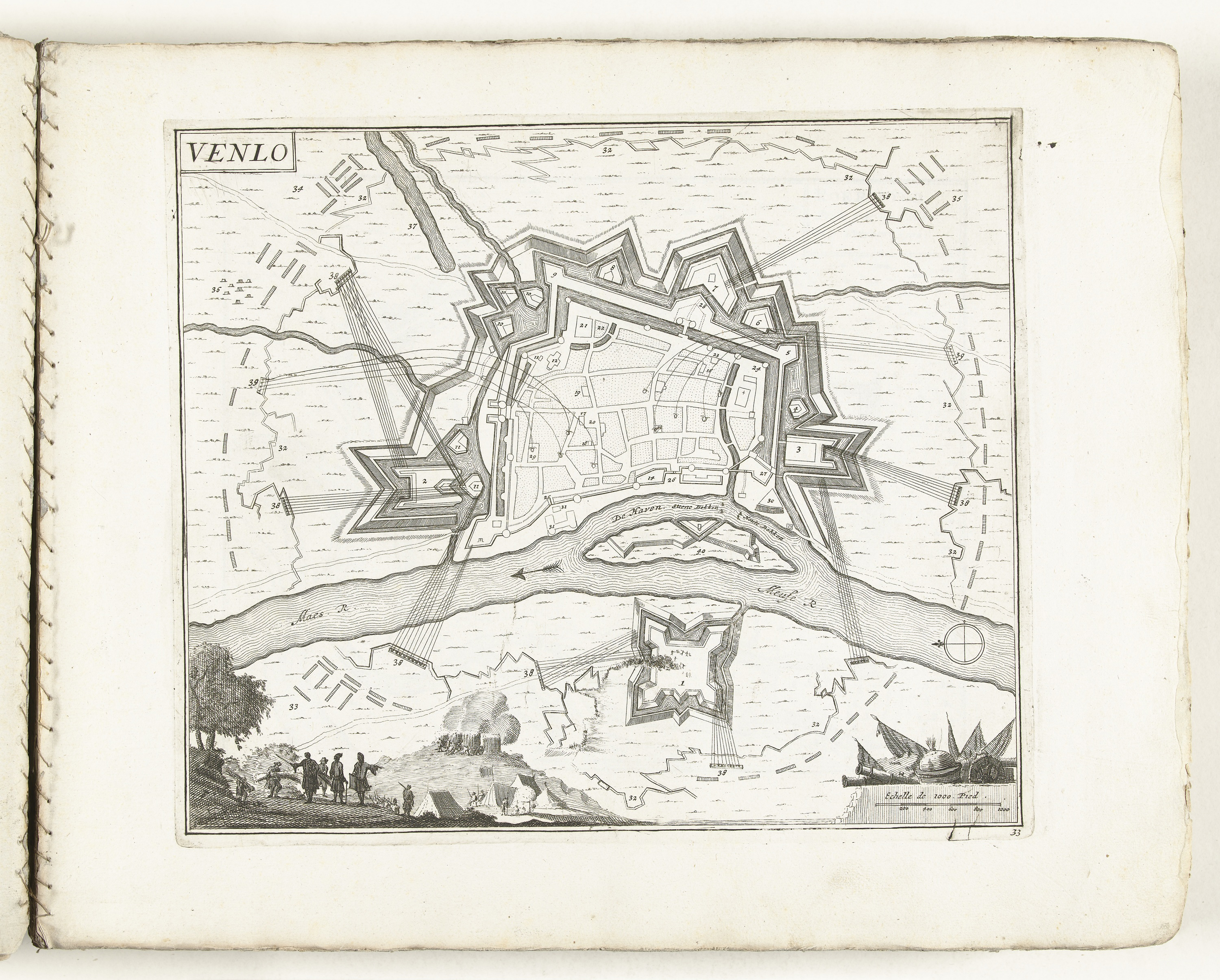
La ville de Venloo capitule le 23 septembre 1702.

En même temps, Marlborough détache un corps d'armée de 32 bataillons et 36 escadrons sous les ordres du comte de Nassau-Saarbruck et du général Coehoorn avec pour objectif de s'emparer de Venloo. Cette ville de Gueldre, située sur rive droite la Meuse au nord de Ruremonde, est reliée au fort de Saint-Michel par un pont de bateaux et est défendue par les Français, forts de six bataillons d'infanterie des Régiments d'Orléans, de Condé, de Vexin et de Santerre, 300 cavaliers du régiment Royal-Étranger cavalerie et 50 bouches à feu 38 canons et 12 mortiers. Le comte de Varo est le gouverneur de la ville tandis que le brigadier d'armée de Labadie commande les troupes françaises.
Le général Menno van Coehoorn est chargé de diriger les travaux tandis que le prince de Nassau-Saarbruck commande le siège. Le baron de Heyden, Prussien, et le Hollandais Obdam parviennent à ouvrir une tranchée sur les deux rives et investissent la place avec leurs troupes le 5 septembre 1702. Les assiégeants sont renforcés le 8 septembre 1702 par un corps de troupes de Munster, composé de 2 000 fantassins et de 500 cavaliers. Ce renfort leur permet d'attaquer avec plus de vigueur le fort.
Le 18 septembre 1702, lord Cuts attaque le fort Saint-Michel avec le Royal Irish Regiment et le régiment du général Hukelem secondés par trois cents pionniers du colonel Blood. Les Anglais parviennent à prendre le fort Saint-Michel en faisant 200 prisonniers. Le 23 septembre 1702, les Alliés bombardent la ville de Venloo et parviennent à créer une brèche par laquelle ils mènent l'assaut. Le commandant de la Badie et le comte de Varo, sous la menace de la population, décident de capituler. La garnison française sort par la brèche et est conduite, non prisonnière, à Anvers.
L'armée des Alliés descend alors la Meuse pour investir Ruremonde. Cette ville de Gueldre est située à la jonction de la Roer et de la Meuse et est ceinte de deux murailles flanquées de tours. La ville investie dès le 29 septembre 1702 et la garnison composée de quatre bataillons d'infanterie, commandée par le comte de Hornes, forte de 4 bataillons (du régiment de La Châtre et du régiment d'Isenghien) se rend le 7 octobre 1702. La garnison française est conduite à Louvain.
Pendant ce temps, le général Schultz attaque Stevenswaert, ouvrage fortifié sur une petite île de la Meuse. La garnison forte de 400 soldats se rend le 2 octobre 1702 et est conduite avec armes et bagages à Namur.
Les Alliés sont maintenant maîtres de la navigation sur la Meuse. De plus Le maréchal de Boufflers doit former un corps de 17 bataillons et 25 escadrons, soit 11 000 hommes sous le commandement du comte de Tallard pour aller renforcer l'Électeur de Cologne. Le solde de l'armée de Boufflers, 62 bataillons et 86 escadrons soit 40 000 hommes, est maintenant trop faible. C'est pourquoi le maréchal installe ses troupes à Tongres pour couvrir à la fois Liège et le Brabant.

### La tentative de prise de Rhinberg (octobre)
Rhinberg est une ville de l'Électorat de Cologne située sur la rive gauche du Rhin, à l'extrémité d'un canal reliant Venlo sur la Meuse au Rhin. .
La place forte est commandée par le marquis de Grammont, maréchal de camp.
Le 21 octobre 1702, l'armée de Frédéric de Brandebourg, secondé des barons de Heydem et de Lottum investit la place. Cette armée composée de 12 000 hommes en provenance du Brandebourg, des Provinces Unies, de Neubourg et Anhalt-Dessau comprend 17 bataillons, huit régiments de cavalerie et deux de dragons et d'une force d'artillerie.
À la suite du refus des Français de capituler, le prince fait ouvrir la tranchée dès le 22 octobre 1702 au soir à partir de la colline Saint-Anne à l'ouest de la ville. Malgré les tirs des assiégés, les Alliés poursuivent leur travail le 23 octobre 1702 au soir et séparent la tranchée en deux boyaux pour installer des canons et des mortiers. Cependant les Français poursuivent leurs tirs sur les attaquants et font quelques sorties pour attaquer les assiégeants. Les jours qui suivent sont uniquement caractérisés par des tirs d'artillerie, y compris à boulets rouges, des deux parties.
Dès le 29 octobre 1702, le prince de Brandebourg retire ses canons pour mettre en place de l'infanterie. Les assiégés apercevant leur manœuvre, le marquis de Grammont fait envoyer quatre compagnies de grenadiers, soutenus par le l'infanterie et des dragons à cheval attaquer les deux boyaux sous la protection des soldats de la place. À la suite de cette manœuvre, les Alliés lèvent le siège le 30 octobre 1702 dans la soirée et se retirent sur Wesel.
Mais les Alliés reviennent bloquer la place afin d'empêcher tout approvisionnement. Vu son isolement, le marquis de Grammont se voit dans l'obligation de se rendre au comte de Lottum, le 15 février 1703. Celui-ci accorde aux assiégés une reddition avec les honneurs et la garnison est conduite à Louvain,.
La convention de capitulation signée par le comte de Lothum et le marquis de Grammont compte 35 articles.

« Art 14. Les troupes qui composent la garnison de ladite place et ville de Rhinberg sortiront avec toutes les marques d'honneur que l'on peut donner en pareil cas, tambours battant, enseignes déployées, la mêche allumée par les deux bouts, et à sa suite elle conduira trois pièces de canon et deux mortiers. »

— Convention de capitulation du 7 février 1703

### Le siège de Liège (octobre)
Le duc de Marlborough veut s'assurer la prise de la ville de Liège avant de prendre ses quartiers d'hiver.
La ville de Liège est la capitale de la principauté de Liège. Cette principauté est dirigée par le prince évêque Joseph-Clément de Bavière, également Prince-Électeur et archevêque de l'Électorat de Cologne. Pour rappel, ce frère du gouverneur des Pays-Bas, Maximilien-Emmanuel de Bavière soutient le parti français dans le cadre de la succession d'Espagne, contre l'empereur Léopold Ier du Saint-Empire. La ville de Liège est située sur la rive gauche de la Meuse et est défendue par deux citadelles, la Citadelle au nord et le fort des Chartreux, appelé également la Chartreuse.
Le lieutenant général de Violaine, gouverneur et commandant français de la place dispose de huit bataillons d'infanterie à la Citadelle et de quatre à la Chartreuse, de 50 canons et d'approvisionnements considérables.
Au 31 décembre 1701, les unités suivantes étaient stationnées à Liège : dix bataillons en provenance des régiments d’infanterie suivants, Tessé, Blaisois, Salis, Bourbon, Hessy et Le Dauphin, tandis que plusieurs bataillons de cavalerie appartiennent aux régiments de cavalerie suivants, Rohan, Berry, Rosen et Vivans.
Le 13 octobre 1702, les Alliés arrivent à proximité de la ville. Le duc de Marlborough prend ses quartiers à Gerat, le comte d'Athlone s'installe à Jupille, les députés des États à Viveuge et le général Menno van Coehoorn à Herstal.
En prévision du siège, les soldats français se sont retranchés dans les deux forts et ont ainsi abandonné la ville de Liège, le chapitre et le magistrat de la ville décident de remettre une des portes de la ville aux Alliés et des accords sont signés entre les deux parties. Ceux-ci, dès le lendemain investissent la ville avec trois escadrons de cavalerie et trois bataillons d'infanterie aux ordres de lord Cuts.
Le 18 octobre 1702, les alliés ouvrent deux tranchées devant la citadelle, soutenues par quatre bataillons anglais du général Sommerfelt du côté droit et par quatre bataillons des Provinces Unies sous les ordres du lieutenant général Fagel sur la gauche. Les Alliés attaquent dans la soirée et parviennent à déloger les Français d'un premier retranchement après un combat acharné. À partir du 20 octobre 1702, les alliés vont bombarder la citadelle. Des bombes incendiaires font exploser un premier magasin de munitions contenant des grenades et une grande quantité de poudre, puis deux autres magasins.
À partir du 22 octobre 1702, les Alliés mettent en œuvre les petits mortiers à grenade, invention de Coehoorn. À la suite de l'ouverture d'une brèche importante, un millier de grenadiers anglais et prussiens attaquent la citadelle le 23 octobre 1702, soutenus par dix bataillons. Les Français décident de battre la chamade et les tirs s'arrêtent. Malheureusement, à la suite d'une confusion, les tirs reprennent et l'artillerie alliée envoie quelques volées sur ses propres troupes. Le lieutenant colonel de Violaine et le marquis de Charost, colonel, sont faits prisonniers. De plus, les alliés s'emparent de 36 pièces d'artillerie, d'armes, de munitions, mais aussi d'un butin considérable, 300 000 florins en espèce et 1 200 000 florins en billets payables par de riches négociants de Liège.
La citadelle prise, les Alliés se tournent vers le fort de la chartreuse. Le 29 octobre 1702, le prince héréditaire de Hesse-Cassel commence l'attaque par un tir de canons et de mortiers. N’espérant plus de secours de l'extérieur, le commandant du fort, M Milon demande à capituler en obtenant des conditions honorables. Les deux parties conviennent de livrer une porte aux Alliés le lendemain. La garnison sort le 31 octobre 1702, avec armes et bagages, drapeaux déployés et tambours battant, avec deux pièces d'artillerie, pour être conduite à Anvers, via Tongres. Les soldats des cinq bataillons de l'électeur désertent et se fondent dans la population de la ville de Liège.
Le 3 novembre 1702, les deux armées entrent dans leurs quartiers d'hiver.

### Marlborough prisonnier des Français (novembre)
Le 3 novembre 1702, le comte de Marlborough se rend, avec une partie de son état-major, à Maëstricht d'où ils embarquent pour les Provinces Unies en bateaux. Le lendemain, le convoi arrive à Ruremonde où le comte de Marlborough et Menno van Coehoorn dînent avec le prince de Holstein-Beck, gouverneur de la place. Le convoi composé du bateau de van Coehoorn avec une compagnie de 60 soldats et de celui de Marlborough avec 25 soldats et escorté par 50 cavaliers poursuit sa route.
Deux faits vont entraîner l'isolement du bateau de Malborough. En effet, lors de la relève des cavaliers en soirée, ceux-ci vont s'égarer dans le ténèbres et le bateau de van Coehoorn va prendre une avance importante. C'est pourquoi une patrouille en provenance de Gueldre, seule ville encore occupée par les Français dans le Duché de Gueldre, va parvenir à s'emparer du bateau sans résistance. Grâce à leurs passeports, le comte de Marlborough, le général Obdam et le député Geldermassen sont libérés tandis que l'escorte est faite prisonnière et les bagages pillés.
Le gouverneur de Venlo, mal informé, croit que le comte de Marlborough fait prisonnier est emmené à Gueldre se met en marche avec ses troupes pour investir la place de Gueldre. La même fausse information arrive à La Haye où les États Généraux décident d'envoyer des troupes à Gueldre pour faire libérer les prisonniers. Heureusement le comte de Marlborough parvient à rejoindre La Haye avant le départ des troupes.

### Bilan de la campange de 1702
La première phase de la guerre de succession d'Espagne aux Pays-Bas est terminée. Le comte de Marlborough a forcé les Français à se retirer derrière la ligne des places-fortes de la Meuse. Les alliés sont maître des duchés de la Gueldre espagnole et du Limbourg, à l'exception de quelques places fortes, ainsi que de l'usage de la Meuse entre Maëstricht et la Hollande.
Fin 1702, le comte de Marlborough retourne à Londres où la reine Anne lui accorde le titre de duc

« Le comte de Marlborough a rendu de si éminents services, tant à la tête de l'armée que dans ce conseil, en établissant la meilleure intelligence entre sa Majesté et les États-généraux, qu'elle a jugé à propos de lui accorder le titre de duc de ce royaume, ainsi qu'à ses héritiers mâles; et pour mettre le nouveau duc en état de soutenir la dignité de ce rang, d'y ajouter une pension annuelle de 5 000 livres sterling. »

— La reine Anne d'Angleterre,  Message de la Reine du 2 décembre 1702.

« Le succès de la campagne est entièrement dû à ce chef incomparable (le duc de Marlborough), puisque moi, commandant en second, j'ai été, dans toutes les circonstances, d'un avis contraire à celui que le général proposait. »

— le comte d'Athlone

## La campagne de 1703

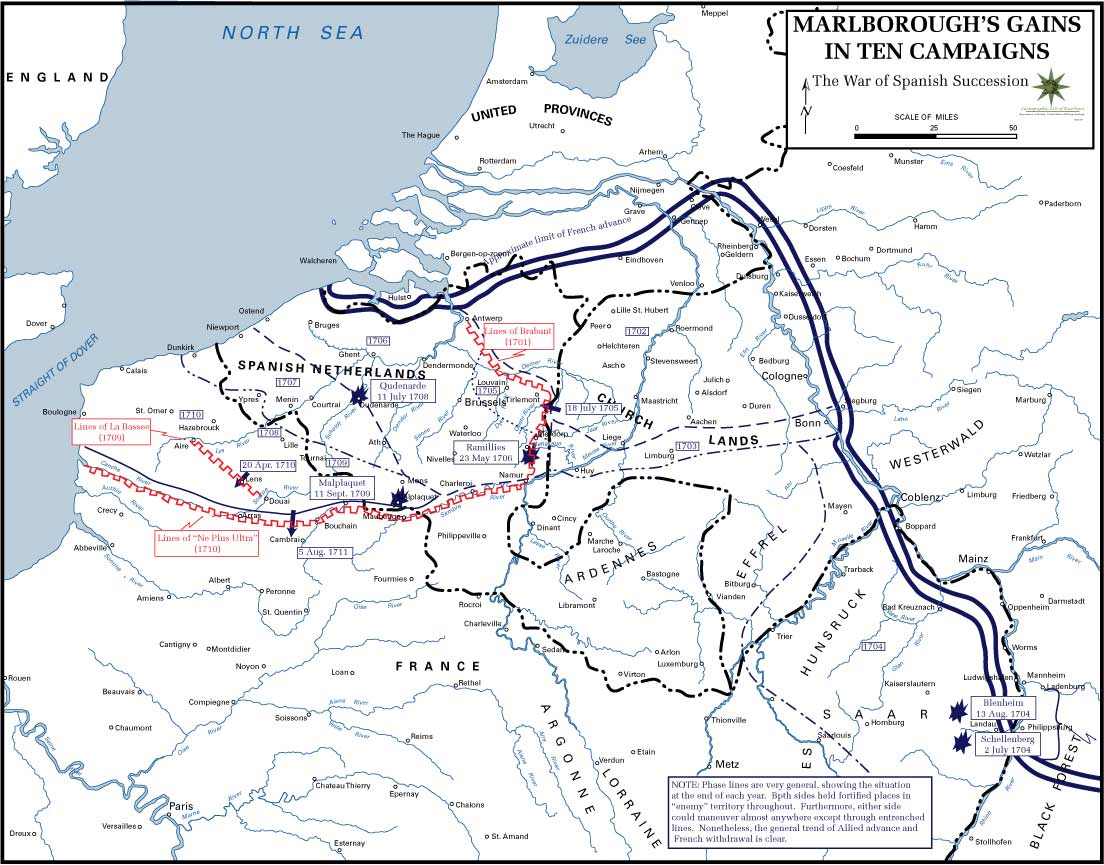
Les principales batailles et sièges de Marlborough dans la guerre de Succession d'Espagne.

Mécontent des résultats de la campagne de 1702 en Flandre, Louis XIV rappelle le maréchal de Villeroy qu'il nomme Général de l'armée de Flandre. Celui-ci a sous ses ordres le maréchal de Boufflers, 27 lieutenants généraux et 25 maréchaux de camp. Le maréchal de Tallard commande un corps séparré sur la Moselle, avec 4 lieutenants généraux et 8 maréchaux de camp.
L'armée française compte 63 bataillons et de 101 escadrons, y compris un camp volant de 6 bataillons et de 11 escadrons sous les ordres du comte de t'Serclaes. De plus, le marquis de Bedmar commande 40 bataillons et 27 escadrons.
Le 11 février 1703, le comte d'Athlone décède à Utrecht. Il est remplacé par le général Obdam.
Le maréchal de Villeroy arrive à Bruxelles le 26 avril 1703 où il rejoint le maréchal de Bouflers.
Le duc de Marlborough est de retour à La Haye le 17 mars 1703, après avoir perdu son fils unique, le marquis de Blandford. Pendant 15 jours, le duc entreprend alors la revue des troups anglaises dans leurs garnisons respectives puis rejoint le général Coehorn à Nimègue.

### Siège de Trarbach
Dès le 1er février 1703, le maréchal de Boufflers reçoit l'ordre d'envoyer des troupes vers le duché de Luxembourg pour renforcer cette région à la suite du transfert de 22 bataillons et 25 escadrons par le maréchal de Tallard pour protéger la ville de Trarbach attaquée par le prince de Hesse-Cassel.
Les troupes françaises qui vont se déplacer de la Flandre vers le Luxembourg sont les suivantes :
- 10 bataillons provenant des unités suivantes : 4 bataillons du régiment du Roi, 1 bataillon du régiment du Laonnais, 1 bataillon du régiment de Thoy, 1 bataillon du régiment Royal-Italien, 2 bataillons du Régiment de Gréder et 1 bataillon du régiment de Santerre.
- 21 escadrons provenant des unités suivantes : 3 escadrons du régiment Mestre de Camp Général, 3 escadrons du Régiment Cravates du Roi, 2 escadrons du régiment de Bourgogne, 2 escadrons du régiment d'Orléans, 2 escadrons du régiment de La Baume, 3 escadrons du Régiment Colonel-Général dragons, 3 escadrons du régiment Saint-Hermine dragons et 3 escadrons du régiment de Hautefort dragons.

Les troupes espagnoles qui vont se déplacer vers le Luxembourg sont les suivantes :
- 12 bataillons provenant des unités suivantes : 2 bataillons du Régiment de Montfort, 2 bataillons du Régiment de Grouff, 1 bataillon du Régiment du Hainaut, 1 bataillon du Régiment de Vandergracht, un bataillon du Régiment de Brias, 1 bataillon du Régiment de Courrières, 3 bataillons du régiment de Surbeck et 1 bataillon du Régiment de Touraine.
- 4 escadrons provenant des unités suivantes : 2 escadrons du Régiment de Croÿ et 2 escadrons du Régiment de Bergues.

### Siège de Bonn par les Alliés (avril-mai)

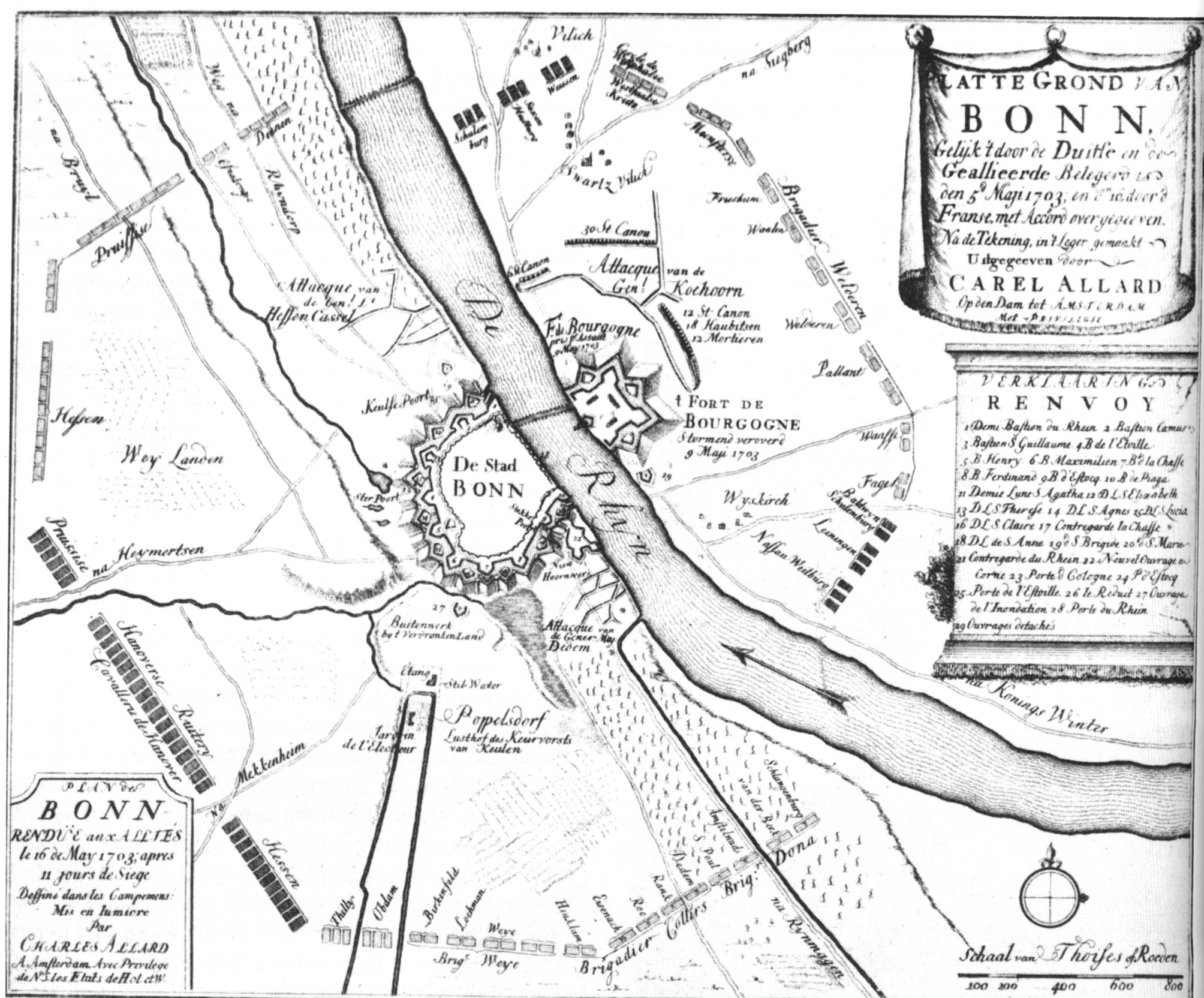
Le siège de Bonn

Dès le mois de novembre 1701, 10 bataillons d'infanterie française entrent dans la ville de Bonn pour la renforcer contre les ambitions du prince de Bade.
En mai 1703, le duc de Marlborough décide d'entreprendre le siège de la ville de Bonn que l'électeur de Cologne a confié aux Français. Le duc veut absolument priver les Français de la seule place forte qu'ils possèdent encore sur le Bas-Rhin. À cet effet, il envoie un corps d'armée composé de 40 bataillons et de 60 escadrons. Tandis que la garnison commandée par le marquis d'Alègre compte 10 bataillons dont 6 français, 2 espagnols et 2 de Cologne.
La place est investie dès le 24 avril 1703. Le duc de Marlborough planifie l'attaque de la place sur trois axes, le premier sur le fort de Bourgogne par le général Cohorn, le second axe, à partir du nord et du côté gauche du fleuve, par le prince héréditaire de Hesse-Cassel et le troisième axe, à gauche du fleuve à partir du sud, par le lieutenant général François Nicolas Fagel.
À partir du 3 mai 1703 au soir, les Alliés vont ouvrir les tranchées et commencer à bombarder la ville malgré quelques contrattaques des assiégés. Dès le 8 mai 1703, les Alliés s'emparent du fort de Bourgogne et poursuivent leurs bombardements sur la ville.
Le marquis d'Alègre fait battre la chamade dans l'après-midi du 15 mai 1703 et dès le lendemain, la garnison est conduite avec tous les honneurs, à Luxembourg.

### État général des troupes françaises et espagnoles présentes dans la Flandre espagnole (mai)
Au 4 mai 1703, la situation détaillée des troupes, tant des garnisons que des armées, est la suivante :
- 11 bataillons sont en garnison dans les places le long de la côte : à Nieuport, 1 bataillon du Régiment de La Neuville et 1 bataillon du Régiment de Lannoy ; à Ostende, 1 bataillon du Régiment des Idiaques, 1 bataillon du Régiment deuxième de Condé et 1 bataillon du Régiment de Souillac-Châtillon ; à Damm, 1 bataillon du Régiment de Sars et 1 bataillon du Régiment de Laval à Bruges, 1 bataillon du Régiment de Potteghem et 1 bataillon du Régiment de Carlux ; à Gand et à Fort-Rouge, 1 bataillon du Régiment d'Ibanez et 1 bataillon du Régiment de Marschal et la Compagnie franche de Meslard.
- 9 bataillons et 5 escadrons campent sur le canal d'Ostende à Bruges et de Bruges à Gand : 3 bataillons du Régiment de Courten, 1 bataillon du deuxième de Médoc, 1 bataillon du deuxième Régiment de Tessé, 2 bataillons du Régiment de Spinola, 2 escadrons du Régiment de Flonbeausard, 3 escadrons du Régiment de Flavacourt, dragons et 2 bataillons du Régiment de Westerloo à Termonde.
- 15 bataillons et 3 escadrons sont stationnés dans le pays de Waes ainsi que pour la garde des forts de la Marie et de la Perle : 2 bataillons du Régiment de Maine, 2 bataillons du Régiment de La Faille, 1 bataillon du deuxième Régiment d'Aulois, 1 bataillon du Régiment de Rhingrave et 2 escadrons du Régiment de Pignatelli, dragons. À Anvers, 1 bataillon du Régiment Del Valle, 1 bataillon du Régiment de Rupelmonde, 1 bataillon du Régiment de La Grise et 3 bataillons du Régiment Castellas. À Sandvliet, 1 bataillon du deuxième Régiment de Miromesnil. À Lierre, 1 bataillon du deuxième Régiment de Deynse et 1 bataillon du Régiment de Desmaretz.
- 6 bataillons et 4 escadrons campent entre Anvers et Lierre, à savoir : 1 bataillon du premier Régiment de Deynse, 1 bataillon du premier Régiment de Capres, un bataillon du Régiment des Fusiliers, 1 bataillon du Régiment de Grimberghes, 2 bataillons du Régiment Royal-Roussillon, 1 escadron de la Compagnie de chevaux bais et 3 escadrons du Régiment Pastur, dragons.
- 34 bataillons et 51 escadrons sont dans des cantonnements dans le Brabant, entre Diest, Louvain et Lierre. Il s'agit du gros des forces de l'armée française.
  - L'infanterie est composée de 1 bataillon du second Régiment de Quercy, 1 bataillon du troisième Régiment Royal, 1 bataillon du deuxième régiment de Bretagne, 3 bataillons du Régiment de Brandelet, 1 bataillon du deuxième Régiment de Beauvoisis, 3 bataillons du Régiment de Hessy (Suisse), 4 bataillons du Régiment des Gardes françaises, 3 bataillons du Régiment des Gardes suisses, 2 bataillons du Régiment Royal-Artillerie, 1 bataillon du Régiment d'Amexaga, 1 bataillon du Régiment de Boulonnais, 1 bataillon du deuxième Régiment de Lorraine, 2 bataillons du Régiment de Furstemberg, 2 bataillons du Régiment de Mortemart, 1 bataillon du deuxième Régiment de Brie, 2 bataillons du Régiment de Grobendonck, 1 btaillon du deuxième Régiment de Cambrésis, 1 bataillon du deuxième Régiment de Bigorre et 1 bataillon du Régiment de Benavidès.
  - La cavalerie est composée de 8 escadrons du Régiment des Gardes du Roi, 2 escadrons du Régiment des Mousquetaires du roi, 1 escadron du Régiment des Grenadiers à cheval, 2 escadrons du Régiment de Talmont, 2 escadrons du Régiment d'Egmont; 1 escadron de la Compagnie des Chevaux Gris, 2 escadrons du Régiment de Grignan, 3 escadrons du Régiment Royal-étranger, 2 escadrons du Régiment de Grigny, 2 escadrons du Régiment de la Meuse, 2 escadrons du Régiment de Fiennes, 3 escadrons du Régiment du Roi, 2 escadrons du Régiment de Louvigny, 2 escadrons du Régiment de Montrevel, 2 escadrons du Régiment de Bar, 2 escadrons du Régiment de Tarente, 3 escadrons du Régiment de Royal-Dragons, 3 escadrons du Régiment de Risbourg, dragons, 2 escadrons du Régiment de Heyder, 2 escadrons du Régiment de Toulouse et 2 escadrons du Régiment de Chimay.
- 26 bataillons et 52 escadrons cantonnent aux environs de Namur et font également partie de  cette armée.
  - L'infanterie est composée de 1 bataillon du Régiment de Picardie, 2 bataillons du Régiment de Languedoc, 4 bataillons du Régiment d'Alsace, 2 bataillons du Régiment de Meyer (Suisse), 1 bataillon du premier Régiment de Charolais, 2 bataillons du Régiment d'Orléans, 2 bataillons du Régiment de Gondrin, 1 bataillon du Régiment Bombardiers, 1 bataillon du deuxième Régiment d'Agénois, 2 bataillons du Régiment de Sparre (1694-1714), 1 bataillon du Régiment de Caraccioli, 1 bataillon du premier Régiment de Saint-Sulpice et 3 bataillons du Régiment de Villars (Suisse).
  - La cavalerie est composée de 6 escadrons du Régiment des Carabiniers, 3 escadrons du Régiment de Mestre de camp général de dragons, 2 escadrons du Régiment de Sommery, 2 escadrons du Régiment de Fraula, 3 escadrons du Régiment de Valensart, 2 escadrons du Régiment du Berry, 2 escadrons du Régiment de Quentin, 2 escadrons du Régiment de Pelleport, 2 escadrons du Régimen de Parabère, 2 escadrons du Régiment de Toulongeon, 2 escadrons du Régiment de Cécile, 3 escadrons du Régiment de Ferrare, dragons, 3 escadrons du Régimetn Royal-allemand, 2 escadrons du Régiment de Furstemberg, 2 escadrons du Régiment de Duras, 2 escadrons du Régiment de Rosen, 2 escadrons du Régiment de Beringhen, 2 escadrons du Régiment de Lydekerk, 2 escadrons du Régiment de Los Rios, 2 escadrons du Régiment de Maine et 2 escadrons du Régiment de Fourneau. 1 escadron du Régiment des Gendarmes du roi et 1 escadron du Régiment des chevaus-légers du roi rejoignent Maubeuge le 1er mai 1703.

Au total, les armées française et espagnole en Flandre sont composées de 101 bataillons et 115 escadrons, sans compter les garnisons de Diest, Léau, Namur, Limbourg, Gueldre, Bonn et Luxembourg.

### Prise de Tongres par les Français et défense de Maestricht (mai)
Pendant que l'armée des Alliés est occupée au siège de Bonn, les maréchaux de Villeroy et Boufflers envisagent d'attaquer un corps de 10 000 soldats alliés cantonnés le long de la Roer.
L'armée française, composée de 40 000 hommes, quitte Montenachen le 9 mai 1703 pour marcher vers Tongres, ville de la principauté de Liège le long de la Geer et défendue par une simple muraille. Avertis tardivement de l'intention des Français, les soldats alliés se mettent à l'abri en abandonnant leurs équipages.
Le maréchal de Villeroy se dirige alors sur Tongres, défendu par les bataillons anglais d'infanterie d'Est et de Portmore sous le commandement du baron Deltz, brigadier d'infanterie. Le 9 mai 1703, le baron Deltz refuse de rendre la place. Le lendemain, le maréchal de Villeroy fait avancer 8 canons et détache 20 compagnies de grenadiers pour donner l'assaut à la ville. Vu les faibles défenses de la place, les Anglais se rendent après 28 heures de combat acharné.
Les Français avancent ensuite vers Maestricht, ville du Brabant hollandais enclavée dans l'évéché de Liège. La ville est située sur la rive gauche de la Meuse et est défendue par le fort Saint-Pierre.
Le 14 mai 1703, l'armée française se trouve face aux troupes alliées du général Ouwerkerk, en ordre de bataille de Petersem à Maestricht, pour protéger la ville. Celles-ci comptent 40 bataillons et 60 escadrons alors que les Français sont supérieures en nombre, avec 63 bataillons et 101 escadrons. L'armée française avance jusqu'à portée de canon des Alliés, mais après avoir reconnu le terrain et constaté la position avantageuse des troupes ennemies, le maréchal de Villeroy décide de faire faire demi-tour à son armée et de retourner sur Tongres.
Le duc de Marlborough quitte Bonn le 17 mai 1703 pour arriver le lendemain soir au camp de Maestricht. Son armée de 12 bataillons et de 15 escadrons ayant combattu à Bonn arrive quelques jours plus tard. Les effectifs des Alliés sont maintenant de 66 bataillons et de 136 escadrons. Sa priorité est de protéger Liége de la menace des Français stationnés dans les environs de Tongres. Le 25 mai 1703, une partie de son armée quitte Maestricht pour Visé puis tourne vers Neudorp et la rivière Jeker. Les Français sont ainsi contraints d'abandonner Tongres, après avoir détruit les fortifications de la ville pour se diriger vers Hannut. Le 30 mai 1703, les deux armées sont face à face, de part et d'autre du Jecker. Le maréchal de Villeroy fait ranger ses troupes en ordre de bataille, mais les Alliés restent de leur côté de la rivière. Les armées gardent leurs positions jusqu'au 9 juin 1703 puis vont progressivement se déplacer mais toujours sans se battre.

### Attaque du Pays de Waes (juin)
L'intention des Alliés est d'attaquer sur plusieurs fronts entre la mer et le Brabant. À cet effet et à la demande des députés des États Généraux, il sépare l'armée en plusieurs corps dirigés par des généraux des Provinces Unies. Le général Menno van Coehoorn forcera le passage dans le Pays de Waes à partir de la place de Hulst, le général Van Sparre (ou Spaart, ou Spar) marchera au sud-ouest d'Anvers et le général Obdam en partant de Berg-op-Zoom devra entrer dans la région d'Anvers, tandis que le duc de Marlborough marchera sur Lierre dans le Brabant.
Au vu de la situation, le maréchal de Villeroy ne se laisse pas prendre par la manœuvre de Marlborough et il envoie ses troupes de Diest à Anvers pour défendre la ville.
Le pays de Waes est défendu 14 bataillons et 4 régiments de dragons commandés par le comte de la Mothe. Les forces alliées du général Obdam sont renforcées du général van Coehorn, du général de Fagel et du comte de Tilly. Le 27 juin 1703, l'armée des Alliés progresse sur deux axes. Le premier du général Coehorn est dirigé sur un lieu appelé Hoek-van-Callo ; il rencontre peu de résistance et il parvient à s'emparer de la redoute de Saint-Antoine et du Fort de la Perle, sur la rive gauche de l'Escaut. Les troupes du baron de Van Sparre se dirigent d'abord vers le village de Stecken (Steeken) puis feignent de marcher sur Bruges. Elles se trouvent confrontées à 14 bataillons d'infanterie et 4 régiments de cavalerie du comte de la Mothe en subissant des pertes importantes.

« Après avoir fait toutes les dispositions nécessaires pour chasser l'ennemi de ses lignes, nous les avons attaquées et forcées hier matin, sans autre perte de mon côté que celle de trois ou quatre hommes. Mais le général Spaar a eu une tâche plus difficile à remplir ; il a perdu beaucoup de monde, comme il ne manquera pas, sans doute, de vous le marquer. »

— Le général Menno van Coehoorn,  Lettre aux États Généraux du 27 juin 1703.

### Bataille d'Ekeren (juin)
Après avoir forcé les lignes du pays de Waes, l'objectif des Alliés est d'attaquer Anvers puis de descendre sur Louvain et Malines. La ville d'Anvers est défendue par des troupes françaises et espagnoles commandées par le marquis de Bedmar, commandant général des Pays-Bas. Le maréchal de Villeroy fait avancer un corps d'armée vers Diest tandis que le maréchal de Bouflers, accompagné de Lieutenants généraux, le Duc de Villeroy et les marquis de Gassion et de Bay  et de maréchaux de camp, le duc de Guiche, le prince d'Espinoy et le comte d'Horn, avance vers Durest avec 30 compagniers de grenadiers et 30 escadrons de cavalerie et de dragons pour rejoindre le marquis de Bedmar. Les troupes françaises et espagnoles occupent des points stratégiques au nord d'Anvers, à savoir les villages de Hoenen, Orderen, Muysbroeck pour couper une retraite éventuelle des Alliés vers Lillo ou Berg-op-Zoom.
L'idée des Alliés est de prendre la ville en pince, le corps d'armée du général d'Overkerque remonte vers Louvain et Malines tandis que le corps du général van Coehorn, à l'ouest, dans le Pays de Waes a pour mission d'attirer les forces du marquis de Bedmar et le corps du général Obdam arrive par le nord. Les Français prennent la décision d'attaquer les troupes d'Obdam et de lui couper la retraite.
La bataille a lieu à Ekeren le 30 juin 1703, au nord d'Anvers. Les Français surprennent les troupes hollandaises du général Obdam. Le maréchal de Bouflers envoie les 6 bataillons du comte de Guiscard et du duc de Guiche vers la droite trandis qu'il marche avec les 22 autres bataillons vers Ekeren. Avec 14 bataillons en première ligne, les troupes de marquis de Thoy, du prince d'Espinoy et de M de la Badie sont en tête. Après un combat opiniâtre, les troupes des Alliés se retirent, en détroute, vers le nord. Les pertes des Alliés peuvent être estimées à un millier de soldats ou cavaliers, tandis que les Français comptent 500 hommes tués, dont le colonel de Sigueyran, chef de corps et 2 capitaines du Régiment du Maine.
Cette défaite contraint le général van Coehorn à abandonner le pays de Waes. Tandis que la maréchal de Villeroy regroupe ses troupes sur Santoven et Massenhoven pour défendre Anvers.
À la fin du mois d'août, alors que les deux armées se font face dans la région de Huy, entre Vignamon et Feumerez, le maréchal de Villeroy est informé de mouvements des Alliés en vue de prendre la place d'Anvers. Il fait partir le comte de t'Serclaes à la tête de ses 15 000 hommes et de 23 pièces de canon pour la basse Flandre.
La défense de la ville par les forts de Saint-Jean et de Bedmar, dans le pays de Waes, oblige les Alliés à rester à proximité de la place de Hulst. Le 25 août 1703, le marquis de Thoy reprend le fort d'Antonishoeck en faisant la garnison prisonnière.

### Prise de Huy  (août)
La ville de Huy, située sur la rive droite de la Meuse appartient à la Principauté de Liège. Elle est défendue par un château surplombant la ville avec dans ses prolongements le fort Rouge, le fort Picard et le fort Joseph. Le commandant de la place est M Milon. Il dispose d'une garnison de 1 000 hommes.
Le duc de Marlborought regroupe ses troupes pour prendre la ville. Le 14 août 1703, son armée est regroupée entre Serva et Tourine et le lendemain, il fait mouvement vers la place de Huy pour s'installer à Val Notre-Dame, sur la Mehaigne. Le maréchal de Villeroi croyant à une manœuvre pour remonter vers le Brabant s'installe près de Waseige.
Le baron de Trogné est chargé du siège avec un effectif de 15 bataillons et 10 escadrons. Après avoir refusé de se rendre, Milon fait monter la garnison dans le château.
À la suite de menace de troupes françaises commandées par le Comte de t'Serclaes, Marlborought envoie 4 bataillons en renfort. Après être rentrés dans la ville, les Alliés ouvrent la tranchée le 18 août 1703 devant les forts Joseph et Picard. La première attaque est commandée par le prince prussien d'Anhalt-Dessau et la seconde par le colonel anglais Frédéric Hamilton. Le bombardement des forts commence dès le lendemain. Le 23 août 1703, le commandant du fort Joseph demande à capituler. Mais à la suite du refus des assiégeants et de l’impossibilité de rejoindre les deux autres forts, elle est contrainte de rendre les armes, tandis que dans la soirée les garnisons des deux autres forts se retranchent dans le château. Dès le 24 août 1703, l'effort de l'artillerie des Alliés se porte sur le château pendant qu'il regroupent 30 compagnies de grenadiers et 10 régiments d'infanterie dans la ville pour préparer l'assaut.
Le 25 août 1703, en constatant le début de l'attaque des assiégeants par la brèche, le comte de l'Isle contrattaque à la tête du régiment de Barrois et oblige les attaquants à la retraite. Celui-ci parvient à résister à une seconde attaque, au prix de pertes importantes tandis que M Bachout, à la tête de grenadiers du Régiment de Sauzay repousse l'attaque du côté de Namur. M  Milon décide alors de battre la chamade pour obtenir une capitulation honorable. À la suite du refus des Alliés d'accepter cette reddition honorable, M Milon et ses officiers veulent reprendre les armes, mais au vu du refus de la troupe de retourner au combat, M Milon est contraint d'accepter les conditions des Alliés.

« Comme la garnison du château d'Huy demande d'être traitée en gens d'honneur, on est content, non obstant ce qui s'est passé et l'avantage que nous avons, s'ils veulent mettre bas les armes, de laisser aux officiers et aux soldats tout ce qui leur appartient et on promet qu'ils seront échangés contre un pareil nombre des nôtres quand Monsieur le maréchal de Villeroy le décidera. »

— Conditions de reddition des Alliés à l'attention des Français datées du 25 août 1703

### Envoi de renforts vers la Moselle (septembre)
Le 5 septembre 1703, le duc de Marlborough fait avancer son armée, forte de 84 bataillons et de 145 bataillons, vers l'armée française. Cependant, malgré les reconnaissances, il ne voit pas l'opportunité d'une attaque. C'est pourquoi, le 6 septembre 1703, il fait marche arrière et rassemble l'armée des Alliés entre Saint-Trond et le moulin de Varen et fait renforcer les fortifications de Saint-Trond et de Tongres.
Le maréchal de Villeroy déplace alors son armée à Volser, près de Lewe.
Le duc de Marlborough Il envoie également un corps de 15 000 hommes vers la Moselle.
Le maréchal de Villeroy détache également, vers la même destination, un corps d'armée composé de 3 brigades d'infanterie et de 3 brigades de cavalerie, sous le commandement de M de Pracontal. Celui-ci est secondé du lieutenant général M de Caraman et des maréchaux de camp, le comte de Mandercherdt et le comte de Mornay. Les troupes d'infanterie françaises détachées sont composées du troisième bataillon du régiment Royal, du second bataillon du régiment de Cambrésis, du régiment de Surlauben, du second bataillon du régiment de Quercy, de deux bataillons du régiment d'Orléans, d'un bataillon du régiment de Boulonnais, d'un bataillon du régiment de Beauvoisis et du second bataillon du régiment de Brie. Les troupes de cavalerie françaises détachées sont composées des dragons de Flavacour, du régiment de Froulé, du régiment de Fiennes, du régiment de Toulongeon, du régiment de Cecile, régiment de Meuse et du régiment de Parabère.

### Prise des villes de Limbourg et de Gueldres (septembre-décembre)
La ville de Limbourg, capitale du duché de Limbourg, est située sur la Vesdre. Cette place démantelée ne dispose que de quelques ouvrages de terres palissadés.
Le 9 septembre 1703, le duc de Marlborough détache de son armée un corps de 24 escadrons de cavalerie et de dragons, assistés de quelques corps d'infanterie et commandé par les généraux les généraux Bulau et Hompesch. Ce corps a pour mission de soutenir le siège de la ville de Limbourg confié au prince héréditaire de Hesse-Cassel. Le baron de Trogné est chargé de la direction des approches.
Les Alliés investissent la place avant que la garnison commandée par M de Reignac ne puisse l'abandonner conformément aux instructions reçues. Le 13 septembre 1703, les Français font une sortie avec 200 hommes pour attaquer les travaux des assiégeants. Les Alliés décident de faire appel à leur artillerie située à Liége pour prendre la place. À l'arrivée des canons, le 26 septembre 1703, M de Reignac demande à capituler. Mais cette demande n'est pas acceptée, les Alliés veulent les prendre comme prisonniers de guerre, ce que M de Reignac refuse ! Pendant trois jours les canons vont tirer sur les murailles pour créer une brèche. Le 29 septembre 1703, M de Reignac accepte les conditions proposées et se rend avec la garnison.

« Hauts et puissants Seigneurs, je vous félicite de la prise de la ville et du château de Limbourg, dont la garnison s'est rendue prisonnière de guerre, d'après la capitulation que j'ai l'honneur de vous envoyer. »

— le duc de Marlborough ,  Lettre aux États-généraux des Provinces-Unies

La troupes prussiennes du comte de Lottum bloquent la ville de Gueldre depuis le début du mois de février. À la suite du bombardement de la ville de Gueldres par les Prussiens, M de Bethis, commandant de la place demande à capituler le 8 octobre 1703, mais les deux parties ne peuvent convenir des conditions. Finalement à la suite de la continuation du bombardement, M de Bethis se voit obliger de se rendre le 17 décembre 1703. Le comte de Lottum lui accorde les marques d'honneur et fait reconduire la garnison française à Louvain.
La convention de capitulation signée par le comte de Lottum et le commandant de Bethis compte 29 articles.

« Art 5. Les troupes qui composent la garnison de ladite place et ville de Gueldre, au service des deux couronnes, de quelque nation qu'elles soient, sortiront avec toutes les marques d'honneur que l'on peut donner en pareil cas, tambours battants, enseignes déployées, la mèche allumée par les deux bouts, balle en bouche,... »

— Convention de capitulation du 15 décembre 1703

### Bilan de la campagne de 1703
L'année 1703 est marquée par un grand nombre de positions occupées occasionnellement par les deux armées et la prise de quelques places secondaires par les Alliés. Marlborough réussit à transporter le théâtre de la guerre des frontières des Provinces-Unies dans les plaines du Brabant, mais sans remporter de grande victoire tandis que Louis XIV limite les dégâts dans les Pays-Bas en privilégiant les théâtres de guerre d'Italie et d'Allemagne. Les Alliés sont maîtres du duché de Limbourg, de l’évêché de Liège et de l’électorat de Cologne.
L'armée des Alliés s'installe à Bilsen près de Tongres pour l'hiver et celle de France revient dans ses lignes. Après avoir visité Anvers et le fort de Sandvliet, le maréchal de Villeroy laisse le commandement au maréchal de Boufflers et se rend à la cour. Pendant ce temps, le duc de Marlborough quitte le théâtre de la guerre pour l'Angleterre.

## La campagne de 1704
Étant donné les problèmes rencontrés par les alliés lors de la campagne d'Allemagne de 1703, le duc de Marlborough est invité dès le 15 janvier 1704 à rencontrer les États-Généraux à La Haye. Le but est d'examiner l'organisation à mettre en place pour disposer d'une petite armée dans les Pays-Bas afin de porter l'effort en Allemagne pour soutenir l'armée impériale du prince de Bade mise à mal par les troupes françaises et de l'électeur de Bavière.
Tandis que les États-Généraux confient le commandement des troupes de la Meuse au général Overkerque, secondé des comtes de Tilly et de Noyelles, des troupes de la Moselle au général Schlangenburg, des troupes du Brabant au lieutenant général Salisch et des troupes de Flandre aux lieutenants généraux de Spaar et Fagel.
Le commandant général des troupes françaises est le maréchal de Villeroy, secondé par des lieutenants généraux, le comte de Guiscard, le comte de Gassion, le comte d'Artagnan, le duc de Roquelaure, le duc de Luxembourg, le duc de Charost, le marquis de Liancour, le marquis d'Allègre, le comte de Caraman et le marquis d'Antin.

### Mouvement de troupes (de février à avril)
Au début de février, le roi Louis XIV craint une ouverture rapide de la campagne de 1704 sur les villes de Namur et d'Anvers. C'est pourquoi il demande au marquis de Bedmar de préparer un déplacement de troupes. Après examen de la situation des réserves disponibles, le marquis de Bedmar donne l'ordre au marquis d'Alègre de fournir 14 bataillons, à savoir le Régiment de Sauzay (1 bataillon), le Régiment de Charost (2 bataillons), le Régiment des Bombardiers (1 bataillon), le Régiment Royal-Artillerie (1 bataillon), le Régiment de Surbeck (3 bataillons), le Régiment de Picardie (3 bataillons), le Régiment des Fugerets (1 bataillon) et le Régiment de Holstein (2 bataillons) et 12 escadrons de cavalerie en provenance du Régiment des Carabiniers (6 escadrons), du Régiment de Beringhen (3 escadrons) et du Régiment de Pasteur (3 escadrons). Il donne également l'ordre au marquis de Proissy de transférer 12 escadrons de cavalerie du Régiment de Quintin (3 escadrons), du Régiment de Mestre de Camp Général de Dragons (3 escadrons), du Régiment des dragons de Ferrare (3 escadrons) et du Régiment de Grignan (3 escadrons). Tandis que le comte de Lamothe fournit également 3 escadrons du Régiment Royal-Étranger cavalerie
Le 30 mars 1704, le marquis d'Alègre transfère à nouveau une partie de ses troupes, à savoir 10 bataillons d'infanterie et 10 escadrons de cavalerie de Louvain à Jodoigne. L'infanterie provient du Régiment de Saint-Sulpice (2 bataillons), du Régiment de Villemort (1 bataillon), du Régiment de Grobendonck (2 bataillons), du Régiment de Picardie (3 bataillons) et Régiment de Villars (2 bataillons). La cavalerie provient du Régiment des dragons de Risbourg (3 escadrons), du Régiment de Baar (2 escadrons), du Régiment de Glimes (2 escadrons) et du Régiment de Beringhen (3 escadrons)
Trois lignes de défenses sont constituées, avec M de Grimaldi en première ligne près de Trilemont et de Jauche, le comte de Hornies et le prince d'Epinoy pour la seconde ligne et M de Hessy pour la troisième ligne. Fin avril, les Français attendent toujours l'offensive des Alliés sur la région de Namur. Mais Marlborough quitte La Haye le 5 mai 1704 en donnant l'ordre à son armée de marcher sur Coblentz puis vers le Danube.
Le maréchal de Villeroy, informé de ces mouvements, pense que les Alliés envisagent de se déforcer dans les Pays-Bas au profit d'un mouvement du gros de leurs troupes sur la Moselle avec le but d'attaquer directement la France. C'est pourquoi il fait déplacer 45 bataillons et 80 escadrons vers Luxembourg pour les contrer en confiant au marquis de Bedmar le commandement des troupes aux Pays-Bas, avec l'accord du roi Louis XIV.

### Attaque de Namur (juillet)
Le 12 juillet 1704, le général Overkerque fait traverser la Meuse entre Namur et Huy à un détachement via un pont jeté par ses troupes. Tandis que son armée passe la Mehaigne pour stationner dans les environs de la Seille. Il envoie quelques bataillons occuper la ville de Dinant en amont sur la Meuse tandis que le gros de ses troupes s'approche de Namur, à la jonction de la Meuse et de la Sambre. La ville est bombardée dès le 26 juillet 1704 pendant 2 jours. Il ne parvient pas à détruire les magasins principaux de la ville grâce aux mesures prises par le marquis de Ximenes, commandant de la place, qui réussit à repousser les troupes hollandaises. De plus le marquis de Bedmar fait mettre les troupes du Régiment de Roussillon du marquis de Sandricourt en embuscade. Celles-ci détruisent des escadrons de cavalerie hollandais. Le général Overkerque décide de retirer ses troupes le 28 juillet 1704 et leur fait repasser la Meuse le 4 août 1704.
À la suite de cette tentative, le maréchal de Villeroy fait détacher 12 bataillons et 12 escadrons conduits par le marquis d'Alègre pour rejoindre Namur le 8 août 1704. L'infanterie est formées par 4 bataillons du Régiment d'Alsace, 3 bataillons du Régiment de Villars-Chandieu, 2 bataillons du Régiment de Saint-Sulpice et 1 bataillons du Régiment de la Fond, du Régiment d'Agenois et du Régiment de Maubourg. La cavalerie est composée du Régiment du Roy cavalerie, du Régiment des Cravates, du Régiment de Rozen et du Régiment de Desmarets ainsi que des Dragons d'Aubigny.

### Attaque de Bruges (juillet)
Dans la région de Bruges, Lamothe dispose de 12 bataillons dont 7 stationnés dans la place de Damme. Au vu de mouvements des troupes alliées dans la région, le marquis de Bedmar décide de lui transfèrer 3 bataillons du Pays de Waes.
Le 1er juillet 1704, le général Spaar, ayant rassemblé une partie des troupes de l'Écluse à son camp de Lapschure, se met en marche avec 18 bataillons, 9 escadrons et des pièces de canon pour aller camper à Middelbourg. Le lendemain, il traverse le canal et campe à Madelghem. De là, il lance un raid pour bombarder la ville de Bruges, mais avec peu de résultats !
La campagne en Allemagne finie, le duc de Marlborough revient à La Haye le 12 décembre 1704 puis s'embarque pour l'Angleterre, emmenant avec lui le maréchal de Tallard et vingt-six autres prisonniers français de marque.

### Bilan de la campagne de 1704
L'armée du duc de Marlborough est partie se battre près du Danube pour assister l’armée impériale. Par ses faits d'armes, le duc de Marlborough est nommé prince de l'Empire par l'empereur Léopold.
À la suite de la défaite des troupes franco-bavaroises en Bavière, l'électeur Maximilien-Emmanuel de Bavière choisît de quitter son pays pour revenir aux Pays-Bas en octobre 1704 et reprendre ses fonctions de gouverneur et de vicaire-général au nom du roi Philippe V.

## La campagne de 1705

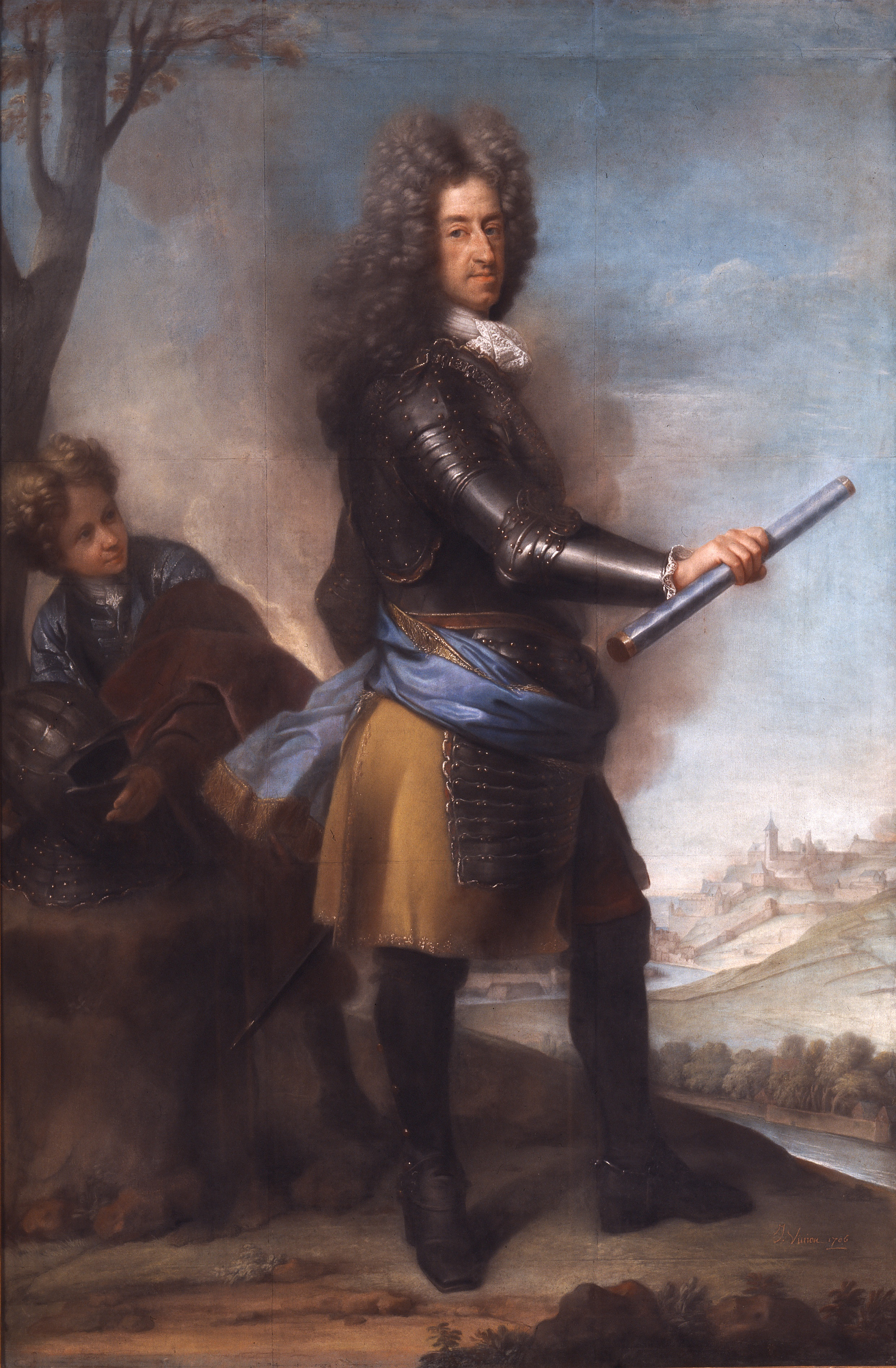
Maximilien-Emmanuel de Bavière reprend ses fonctions de gouverneur des Pays-Bas espagnols en 1705.

Tandis que le marquis de Bedmar, nommé vice-roi de Sicile, quitte les Pays-Bas le 12 février 1705, le duc de Marlborough est nommé par la reine Anne, colonel de son premier régiment des gardes à pied.
En 1705, le Duc de Marlborough envisage, via une attaque sur la Moselle, de conquérir l'Alsace et les Trois-Evêchés et ensuite d'envahir la France. Le 14 avril 1705, le duc de Marlborough arrive à La Haye pour rencontrer les députés des États-Généraux et discuter de la campagne à venir. Il parvient cependant difficilement à convaincre les députés de souscrire à son plan; ceux-ci ne sont en effet pas favorable à dégarnir leurs forces dans les Pays-Bas.
Les troupes des Alliés sortent de leurs quartiers d'hiver. Les troupes des Provinces-Unies vont s'installer entre Maestricht et Liège tandis que les troupes anglaises attendent l'arrivée de nouvelles recrues à Berg-op-zoom, Breda et Bois-le-Duc.
L'articulation des maréchaux français est la suivante : le maréchal de Villeroy commande l'armée de Flandre sous les ordres de l'électeur de Bavière, le maréchal Villars commande l'armée de Moselle et le maréchal de Marsin commande l'armée du Rhin. La volonté de Louis XIV est de rester sur ces trois fronts sur la défensive tant que les desseins des Alliés ne sont pas connus.
Le maréchal de Villeroy reçoit de Louis XIV la liste des officiers généraux qui vont servir sous ses ordres,
- 20 lieutenants généraux, à savoir le comte de Gacé, le comte de Guiscard, le comte d'Artagnan, le duc de Roquelaure, le comte de Gassion, le comte de Lamothe, le marquis d'Alègre, le duc de Villeroy, le comte de Caraman, le marquis d'Antin, le marquis de Liancourt, M de Souternon, le comte de Saillant, le duc de Guiche, le marquis de Biron, le prince de Rohan, le chevalier de Courcelles, le marquis de Vibraye, le comte de Horn et le prince de Birkenfeld[71].
- 13 maréchaux de camp, à savoir M de Rohan, M de Mouroux, M de Puiguion, le baron de Palavicini, M de Courten, M de Villars-Chandieu, M d'Achy, le marquis de Bourols, M du Tot, le prince de Talmont, le comte de Sézanne, M de la Caunelays et M de Montgeorge[71].

Le maréchal de Villeroy, avec l'accord de l'électeur, rassemble ses troupes sur les différents fronts pour protéger les Pays-Bas et fait avancer les régiments des gardes françaises et des gardes suisses à Bruxelles et à Malines.

### Campagne de la Moselle (mai-juin)
Le camp du duc de Villars est situé près de Sirques sur la Moselle; à sa gauche, il est appuyé sur une hauteur appelée Königsberg et il s'étend, à droite jusqu'au Königsmacheren. À partir de ce camp, il peut couvrir les places de Luxembourg, de Thionville et de Sarrelouis. Le maréchal est secondé des lieutenants généraux suivants : le comte du Bourg, le marquis de Hautefort, le comte de Druys, le comte de Roucy, le marquis de Surville, M de Legal, M de Chamarande, le marquis de la Chastre, le chevalier du Rose, M Le'e, le comte de Manderscheidt, le marquis de Vivans, le marquis du Chastelet.
Le 5 mai 1705, l'armée anglaise, ayant reçu ses renforts, quitte ses quartiers pour marcher vers la Meuse, campe entre Venlo et Ruremonde et vient s'installer à proximité de l'armée des Provinces Unies près de Maestricht. Le 14 mai 1705, les troupes de l'armée de coalition du duc de Marlborough quittent Visé, passent la Meuse pour arriver à Trèves le 26 mai 1705. Le 1er juin 1705 au matin, l'armée du duc de Marlborough se met en marche et franchit la Sarre à Consarbrück. Les troupes danoises, du Lunebourg et de Hesse la rejoignent le 3 juin 1705. Après un déplacement difficile, les troupes alliées sont à Efft, à côté de Perle sur la Moselle et de Elendorf. Les troupes françaises se sont positionnées à Apach, en situation avantageuse par rapport aux Alliés. De plus, les renforts prévus de troupes impériales, de Prusse, du Palatinat et du Wûtrtembourg du prince de Bade n'arrivent pas, malgré les demandes pressantes du duc de Marlborough.
Le 13 juin 1705, les troupes des deux camps sont à vue, le duc de Marlborough à la tête de 80 000 hommes et le maréchal de Villars à la tête de 55 000 hommes. Mais la volonté des Allemands est de faire le siège de Sarrelouis, tandis que les représentants des États Généraux souhaitent ramener l'armée pour protéger les Pays-Bas. Le duc de Marlborough doit donc renoncer à son désir d'attaquer les Français du maréchal de Villars. Déçu du peu de diligence des troupes du prince de Bade et de la réserve des représentants des Provinces Unies, le duc de Marlborough décide de lever le camp le 16 juin 1705 et de se battre dans les Pays-Bas.

« Je pars demain pour aller en Flandre; le prince de Bade m'avait donné rendez-vous pour m'aider à prendre les Trois-Évêchés, mais il m'a manqué de parole. Et je décampe sans ruse de guerre, plein d'estime pour vous, et très faché contre le prince. »

— Jean Churchill de Marlborough,  Billet à l'attention du maréchal de Villars.

Dès le départ des Alliés, le maréchal de Villars envoie le comte de Druy s'emparer de la ville de Trèves, abandonnée par le commandant de la place. Le maréchal de Villars transfère également, en renfort, 35 bataillons et 50 escadrons vers les Pays-Bas.

### Prise de Huy (juin)
Les troupes des Alliés du général Overkerque, dans les Pays-Bas, sont déforcées. Elles sont réduites à 30 bataillons et 12 escadrons stationnés près de Maestricht, afin de protéger la frontière des Provinces-Unies.
Tandis que les troupes françaises, espagnoles et bavaroises, composées de 119 bataillons et de 160 escadrons, sont commandés par l'électeur Maximilien-Emmanuel de Bavière, le maréchal de Villeroy et le maréchal Arco. Les lieutenants généraux sont le marquis de Gacé, le comte de Guiscard, le comte d'Artagnan, le duc de Roquelaure, le comte de Gassion, le comte de la Mothe, le marquis d'Allègre, le duc de Villeroy, M de Caraman, le marquis d'Antin, le marquis de Liancour, M de Souternon, le comte de Saillant, le duc de Guiche, le marquis de Biron, le prince de Rohan, le chevalier de Courcelles, le marquis de Vibrye, le comte de Horn et le prince de Birkkinfield.
Le maréchal de Villeroy décide de profiter de sa supériorité numérique dans le Brabant et le Pays de Liége ; il veut prendre Huy, avancer jusque Liége et démolir la citadelle pour affaiblir la position des Alliés sur la Meuse. Il parvient à convaincre l'électeur de Bavière de sa stratégie et attend les ordres du roi. Le 19 mai 1705, il fait avancer son armée de Heylissem vers la Méhaigne jusque Vinalmont.
Le 28 mai 1705, les troupes du marquis de Gacé investissent la ville de Huy, sans défense, puis commencent le siège de la citadelle. La garnison, forte de 4 bataillons des Provinces Unies est retranchée dans le château et dans les cinq forts voisins nommés le Picard, le Rouge, le Joseph, le Trogné et le Tard Avisé. Les assaillants ouvrent la tranchée dès les 30 mai 1705 au soir devant les forts Joseph et le Rouge, avec un appui de l'artillerie. Le 3 juin 1705, le marquis de Gacé fait attaquer simultanément les forts Picard et Rouge par 500 grenadiers soutenus par un détachement du régiment des Gardes françaises. Après quelques heures de combat, les deux forts sont pris. Le marquis de Gacé fait poursuivre le bombardement de la citadelle puis le 10 juin 1705, il décide de préparer l'assaut de la brèche par des grendiers. Mais le gouverneur de la citadelle, le brigadier de Cronston, s'aperçoit de la manœuvre et fait battre la chamade. Après négociations pour obtenir la reddition de tous les forts de Huy, la place est entièrement soumise le 11 juin 1705 et 1 317 soldats et 96 officiers sont faits prisonniers et conduits à Namur.
Le 15 juin 1705, les troupes de l'électeur de Bavière progressent vers la ville de Liège. Celle-ci n'est pas défendue et ils investissent la ville le 18 juin 1705. La garnison se retire dans la citadelle que l'électeur envisage d'attaquer le 21 juin 1705.
Cependant, l'annonce du retour du corps d'armée du duc de Marlborough change le rapport de forces sur la Meuse. L'électeur de Bavière décide d'abandonner la ville de Liège le 27 juin 1705 pour revenir vers Tongres et rentrer dans ses lignes.
Dès le 1er juillet 1705, l'armée du duc de Marlborough passe la Meuse près de Visé tandis que le général Overkerque progresse vers le Jare. Leur armée est constituée de 92 bataillons et 160 escadrons. Devant cette nouvelle menace, le maréchal de Villeroi se retranche derrière ses lignes de défense. Les Alliés progressent dans le Brabant. Marlborough veut forcer les lignes françaises sur la Gette,
Au début du mois de juillet, le duc de Marlborough envoie un détachement de 10 bataillons et de 10 escadrons sous les ordres du général Schultz pour reprendre la ville et la citadelle de Huy. Ce qui est fait le 12 juillet 1705, après une défense de six jours, et la garnison française composée de 450 hommes est conduite, prisonnière, à Maestricht.

### La ligne de défense française
Les troupes françaises du maréchal de Villeroy sont maintenant retranchées derrière une importante ligne de défense nord-sud entre Namur et Anvers. Celle-ci part de Marche-les-Dames sur la Meuse, remonte le long du ruisseau de la Soile du vers Hemptinne, puis à Wasseiges où la ligne traverse la Mehaigne. Elle remonte ensuite sur les villages de Mierdorp et de Orp-le-Petit, puis longe la rivière Petite Gette, par Heylissem, Wange jusqu'à la ville de Léau. Au confluent avec la Grande-Gette, la ligne se trouve derrière la Gette, elle passe par les villes de Diest, d'Aarschot sur le Démer et par Malines sur la Dyle. La ligne de défense remonte ensuite la Nèthe puis la Petite Nèthe à Lier pour rejoindre les lignes de défense d'Anvers.

« On a voulu faire un système nouveau de guerre défensive derrière des lignes d'une longue étendue de pays; et l'expérience a fait connaître la fausseté de ce système, qui réside en deux points incontestables. Une armée dans ses lignes n'en peut plus sortir qu'en défilant; mais l'ennemi qui s'en approche est libre dans tous ses mouvements, qu'il fait comme il lui plait, sans craindre d'inconvénient. Une armée dans ses lignes, n'y est jamais ensemble, parcequ'il faut qu'elle garde un trop grand front; et par conséquent lorsque l'ennemi attaque un endroit de la ligne, dont il a dérobé la connaissance, soit par un mouvement que la nature du terrain lui aura donné la facilité de cacher, soir par une marche de nuit, pendant qu'il fera attaquer le côté opposé à la véritable attaque, il est certain que cet attaquant n'aura jamais à faire qu'à une partie de l'armée dont le reste ne pourra  même pas marcher au secours du corps attaqué que très difficilement, et en colonne, ce qui est très perilleux. »

— Marquis de la Feuquière,  De la guerre défensive.

Le duc de Marlborough veut percer les lignes françaises dans le Brabant. Il parvient à convaincre les représentants des Provinces Unies d'attaquer les lignes de défense françaises. Ceux-ci ont près de 100 bataillons et 146 escadrons tandis que l'armée des Alliés est composée de 92 bataillons et de 160 escadrons.

### La bataille d'Eliksem (juillet)
Le quartier général du maréchal de Villeroi est localisé à Mierdorp, à quelques kilomètres au nord de la Mehaigne. Son infanterie est répartie en petits corps sur les 115 km de la ligne de défense, tandis que sa cavalerie est légèrement en retrait, prête à intervenir en cas de nécessité.
En vue de l'attaque, le duc de Marlborough organise une diversion au sud de la ligne, près de la Meuse. À cet effet, le général d'Overkerque déplace ses troupes le 17 juillet 1705, de nuit, dans la plaine de Bourdines, au sud de la Mehaigne. Le maréchal de Villeroi interprète ce mouvement comme l'intention d'attaquer le sud de la ligne dans les environs de Gelbressée, près de Namur. Mais simultanément, l'armée du duc de Marlborough fait également mouvement de nuit à partir de Tourinne, avec des renforts composés de 10 bataillons et de 10 escadrons du général Schultz en provenance de Huy et 12 escadrons du baron de Hompesch.
L'armée du duc de Malborough progresse ainsi par Montenaken, Houtain-l'Évêque, Sainte-Gertrude, Overwinden et Neerwinden et en fin de nuit, elle arrive face aux lignes françaises, presque sans défenses, dans la région entre Neerheylissem et Orsmaal. Le 18 juillet 1705, à la pointe du jour, le comte de Noyelles et le général Schultz attaquent avec la cavalerie les postes de Wange et d'Heylissem. Au nord, le comte de Noyelles attaque le château de Wange dont le pont en pierre sur la Petite Gette n'est gardé que par 40 hommes. Les grenadiers du comte Cardogan passent le pont, suivis par quelques corps détachés.
Les escadrons de dragons français stationnés derrière Orsmaal ne réagissent pas et laissent ainsi passer les troupes des Alliés. Sur le flanc sud, le baron de Welderen, à la tête de trois bataillons, s'empare du pont de Neerheylissem et le général Schultz prend le pont de Neerhespen. Les Alliés sont maîtres de trois points de passage sur la Gette, leur cavalerie s'établit sur les hauteurs de Hakendover, ainsi que quelques bataillons. L'armée du duc de Marlborough traverse enfin la rivière et les 50 escadrons et 20 bataillons alliés se déploient entre Heylissem et Tirlemont.
La cavalerie française réagit, mais elle est repoussée par les tirs de mousquets de l'infanterie. Les Français amènent quelques pièces de canon et commencent à ouvrir le feu. Cependant la cavalerie du baron de Hompesch contre-attaque et parvient à s'emparer des pièces d'artillerie françaises.
Maximilien de Bavière, averti de la percée des troupes alliées fait mouvement avec 30 escadrons pour soutenir les deux brigades d'infanterie del Rios et de Gondrin déjà engagées et envoie l'ordre au comte de Caraman, au marquis d'Antin et au prince de Birkenfeld, stationnés à Noduwez de le rejoindre avec leurs 21 bataillons. Mais les deux brigades d'infanterie sont vite bousculées par la cavalerie des alliés et se sauvent en débandade par Heylissem. En seconde ligne, le comte de Caraman, conseillé par le lieutenant-colonel Steckenberg du Régiment d'Alsace, forme un carré défensif avec ses brigades encerclées par près de 80 escadrons alliés. Les régiments des gardes françaises et des gardes suisses parviennent cependant à couvrir leur retraite vers le défilé de Noduwez.
Tandis que le duc de Marborough prend la ville de Tirlemont, non fortifiée, puis étend ses troupes vers la Grande-Gette, le bataillon de Montluc, abandonné, se rend. Au total de cette action, 1 500 soldats français, bavarois et espagnols sont faits prisonniers de guerre dont 2 lieutenants-généraux, le marquis d'Alègre et le comte de Horn, 3 brigadiers des armées, 5 colonels et de nombreux officiers.
L'armée des alliés poursuit son avance pour arriver à La Hulpe le 17 août 1705. Les troupes françaises, démoralisées, se regroupent derrière la Dyle, le long de l'Yssche, mais Marlborough ne peut poursuivre la bataille à la suite de la décision des députés des Provinces Unies de retirer leurs troupes. Tandis que les Français retranchés derrière la Dyle construisent une nouvelle ligne de retranchements.

« Mon cher baron, que Dieu pardonne à ceux qui se sont laissés surprendre. Toute l'armée est ici; le mal n'est pas assez grand pour être sans remède. Le Brabant peut être sauvé, ainsi qu'Anvers, s'il plait à Dieu. Je me porte bien, mais je suis excessivement fatigué. »

— Maximilien-Emmanuel de Bavière,  Lettre au baron de Maknecht.

### Tentative des Alliés sur Louvain et la Dyle (juillet)
L'armée du duc de Marlborough installe son camp entre Rosbeek et Tirlemont tandis que le comte d'Overkerque installe le sien entre Grune et Heylissem. Mais dès le 19 juillet 1705, ils font route vers Louvain et les deux armées s'établissent en face de Louvain, à Vlierbeek et à Coorbeek, juste hors de portée des canons de la place. Cependant la ville de Louvain refuse de lui ouvrir les portes. Cependant, afin d'éviter le risque d'encerclement, les Français abandonnent les places de Diest, Zichem et Aarschot sur le Démer.
Les reconnaissances de passage de la Dyle par les éclaireurs des Alliés ont mis en évidence une défense plus faible entre Louvain et Neeryssche. C'est pourquoi le 29 juillet 1705, le duc de Marlborough envoie, dans la nuit, trois détachements pour la franchir. Le premier détachement, composé de 5 bataillons (9 000 soldats) et de 9 escadrons (2 000 cavaliers) sous les ordres du général Heukelom a pour objectif de passer la Dyle à Neeryssche, le second détachement composé de 12 bataillons commandé par le prince de Wurtemberg doit tenter le passage à Saint-Joris-Wert et le troisième détachement, fort de 11 escadrons anglais, aux ordres du comte d'Oxenstiern doit traverser la rivière à Corbeek over Dyle.
À Neeryssche, les soldats alliés du premier détachement lancent des ponts et l'avant-garde composée de 2 bataillons de fusiliers et de grenadiers parvient à franchir la Dyle et à s'infiltrer dans les deux villages. Mais les troupes françaises et bavaroises ne se laissent pas surprendre, les régiments des dragons de Bretagne et de Pasteur assistés de la première colonne de l'infanterie du roi parviennent à repousser les alliés de l'autre côté de la rivière. À Saint-Joris-Wert, les bataillons du prince de Wurtemberg ne parviennent même pas à traverser la Dyle. À la suite de cette tentative infructueuse, le duc de Marlborough ramène son armée entre Meldert et Bossut.

### Mouvements des Alliés en Flandre (août)
Dans la région d'Anvers, les Alliés ont un corps de 7 bataillons et 2 régiments de dragons, soient 12 000 hommes, commandé par le baron de Spar. Tandis que les 27 bataillons franco-espagnols destinés à défendre la frontière du côté de la mer sont répartis de la façon suivante : 12 bataillons et 1 escadron de dragons, derrière la ligne de Lierre à Anvers, sous les ordres du comte de Gacé, 7 bataillons, au pays de Waes, sous les ordres du baron de Wrangel et 8 bataillons, derrière le canal de Gand à Bruges, sous les ordres du comte de la Mothe.
Le 3 août 1705, le baron de Spaar quitte, avec un détachement important de fusiliers et de grenadiers, son camp de Remen pour se diriger sur Gand, attaque diverses fortifications à Rabot et à Lowendeghem sur le canal entre Bruges et Gand. Il fait prisonnier quelque 300 soldats, puis prend la direction de Bruges.
À la suite de mouvements de troupes françaises, supérieures en nombre, la baron de Spaar est obligé de repasser le canal et de se retirer avec ses troupes le 7 août 1705 sur Maldegem.

### Contournement de la Dyle par les Alliés (août)
À la suite de la tentative avortée de traversée de la Dyle, le duc de Marlborough envisage de contourner la rivière par sa source et de prendre les positions françaises à revers.
Le 15 août 1705, l'armée de lord Overkerque, suivie de celle du duc de Marlborough, entame sa manœuvre de contournement de la Dyle. Elle quitte Meldert pour Corbais. Mais l'électeur de Bavière, mis au courant des intentions des Alliés, fait renforcer préventivement Bruxelles des régiments Picardie et Béarn et le Fort de Monterey, sur la seconde enceinte de la ville, d'un troisième détachement. Tandis que le maréchal de Marsin, parti d'Allemagne pour se mettre aux ordres du maréchal de Villeroi, arrive à Louvain.
Le 16 août 1705, l'armée des Alliés poursuit son chemin sur Promelles. Le duc de Marlborough installe le quartier général des deux armées à Genappe. Dans la soirée, il donne l'ordre à 20 bataillons et 20 escadrons, sous le commandement du lieutenant général Bulau, du comte du Blou et de M Murray, de se tenir prêts à marcher. Craignant une attaque de Louvain par la forêt de Soignes et par la rivière d'Yssche, Maximilien de Bavière s'installe à Neerijse pour être proche de la ligne de ses ennemis. Il positionne ainsi le colonel Pasteur avec son régiment de dragons, celui de Bretagne et le second bataillon du de Bearn à Wareloo et Antoine de Grimaldi, officier des troupes d'Espagne, avec 10 bataillons et 12 escadrons à Vivier d'Oye.
Dans l'après-midi du 16 août 1705, le duc de Marlborough fait attaquer le poste de Waterloo défendu par le colonel Pasteur. Après une défense acharnée, celui-ci se retire légèrement pour éviter de se faire encercler, en laissant les alliés occuper ses positions.
Le 17 août 1705, après avoir marché toute la nuit, les Alliés sont face à face à La Hulpe au niveau du ruisseau de l'Yssche. L'armée de l'électeur de Bavière et du maréchal de Villeroy stationne de l'autre côté du ruisseau. Les Alliés tentent une diversion en faisant simulant un déplacement vers Bruxelles. Mais Maximilien de Bavière maintient ses positions.

« Ce prince [Maximilien de Bavière], instruit par ses revers, prit des mesures dignes d'un grand capitaine. »

— Le duc de Marlborough ,  Histoire de Jean Churchill, duc de Marlborough.

Quelques escarmouches ont lieu dans la forêt de Soignes à hauteur de Groenendael.
Le duc de Marlborough veut vérifier la résistance de l'armée franço-bavaroise en son centre. À cet effet, il fait avancer un détachement de 600 grenadiers écossais, soutenu par 14 bataillons, vers le régiment des gardes françaises du duc de Guiche. Mais celui-ci parvient à repousser l'attaque grâce à son artillerie.
Toute la journée du 18 août 1705, les deux armées renforcent leurs positions et se mettent en ordre de bataille. Mais au vu de la position des troupes françaises, certains généraux alliés craignent de ne pouvoir vaincre lerus ennemis sans pertes importantes. C'est pourquoi le général Schlangemburg demande de soumettre la décision de l'attaque aux représentants des États Généraux alors que le comte d'Overkerque, commandant de l'armée des Provinces Unies, appuie la manœuvre du duc de Marlborough. Et malgré ce soutien, les députés des États Généraux prennent la décision de ne pas engager le combat !
Le duc de Marlborough est contraint de retirer son armée. Le 19 août 1705, il fait lever son camp et les Alliés se retirent dans leurs positions de l'autre côté de la Dyle, de l'autre côté de la route entre Louvain et Namur. Le duc de Marlborough prend ses quartiers à Corbais, le général d'Overkerque à Nil-Saint-Martin et le général Dopft à Nil-Pierreux.
Le 2 septembre 1705, le duc de Marlborough envoie le général Dedem avec un détachement de 15 bataillons et de 15 escadrons pour attaquer la place de Léau sur la Gette, à l'arrière. après une résistance de peu de jours. Dès le 3 septembre 1705, le général Dedem fait ouvrir la tranchée et installer son artillerie. Constatant les effectifs des assiégeants, le baron Dumont, gouverneur de la place de Léau, demande à sortir avec les honneurs. Devant le refus des Alliés, il est contraint de se rendre avec son bataillon le 5 septembre 1705 comme prisonnier de guerre et est transféré à Maestricht.

### Passage de la Nethe
Tandis que les Français construisent de nouvelles fortifications derrière la Dyle, le duc de Marlborough s'est déplacé à Bréda pour discuter des options militaires avec les représentants des États Généraux. Après avoir laissé quelques garnisons dans les places de Diest, Hasselt et Tongres, le duc transfère son armée le 28 septembre 1705 à Herentaels sur la Petite-Nethe.
Au vu de ce mouvement, l'électeur de Bavière déplace son armée vers le nord :
- À Louvain, le comte d'Artagnan avec 9 bataillons et le régiment de Condé cavalerie;
- Le long de la Dyle, l'aile gauche de sa cavalerie, la maison du roy, la gendarmerie et trois régiments de dragons;
- Sur la nouvelle ligne de défense entre Werchter et Boischot sur la Nethe, 50 escadrons de cavalerie et 6 escadrons de dragons;
- À Navarataune, le comte de Gassé avec 8 escadrons
- À Hayen, le comte de Guiscadr avec 11 bataillons et 5 escadrons de dragons

De plus, il renforce à Santvlied le colonel d'Entragues de 500 hommes en complément du bataillon déjà en place.
Le 19 octobre 1705, l'électeur de Bavière apprend que le duc de Marlborough est revenu à Herentaels pour faire mouvement le lendemain avec son armée vers le nord il détache 48 escadrons et 2 000 grenadiers qui font mouvement de nuit vers la plaine de bruyères au sud d'Herentaels, à Herenthout, Bouwelet Noorderwijk. Après avoir quitté son camp, l'armée des Alliés passe la Nethe sur 6 ponts entre Grobbendonk, mais lorsque la cavalerie franco-bavaroise veut intervenir, le gros des troupes a déjà traversé la Nethe et plusieurs bataillons de fusiliers parviennent à couvrir l'arrière garde lors de son passage de la rivière. Le détachement de l'électeur de Bavière parvient cependant à prendre possession d'une partie importante des bagages de l'armée alliée, à savoir des chevaux, des munitions et des vêtements.

### Prise de Zandvliet par les Alliés (octobre)
Le 21 octobre 1705, l'armée du duc de Marlborough campe à Brecht et le lendemain à Kalmthout. Après avoir été reconnaître la petite forteresse de Santvlied sur la rive droite de l'Escaut, au nord d'Anvers, le duc de Marlborough détache le comte de Noyelles pour l'assièger le 24 octobre 1705. Celui-ci fait ouvrir une tranchée et commence à l'attaquer à l'artillerie à partir du 27 octobre 1705.
Le comte de Maillé, commandant de la forteresse, fait battre la chamade le 29 octobre 1705 et les assiégés sont faits prisonniers de guerre. Dès le lendemain, les Alliés font démolir cette forteresse, puis rejoignent l'armée du duc de Marlborough dans ses cantonnements d'hivers au voisinage de Bréda.
La convention de capitulation de la forteresse de Zandvliet compte 4 articles.

« Art 1. . M de Casttros, gouverneur de Santvliet, remettra sa place à M le comte de Noyelle, demain, 30 octobre, à dix heures du matin, et se rendra prisonnier de guerre avec toute sa garnison »

— Convention de capitulation du 29 octobre 1705.

### Prise de Diest par les Français (octobre)
La ville de Diest, sur le Demer, est une place importante dans le dispositif de défense des Alliés. C'est pourquoi l'électeur de Bavière décide d'en faire le siège et de la prendre avant l'hiver. À cet effet, il détache le comte d'Artagnan et M de Grimaldi avec 18 bataillons et 42 escadrons.
Dès le 25 octobre 1705, les Français investissent la place et ouvrent la tranchée en soirée. Dès le lendemain, ils positionnent leur artillerie, canons et mortiers qui commencent à bombarder la ville. Le comte d'Artagnan confie l'attaque de la porte de Montaigu au chevalier de Siminae, à la tête de 11 compagnies de grenadiers. Vu l'absence de brèche, ceux-ci escaladent les murailles à l'échelle et parviennent à prendre pied à l'intérieur de l'ouvrage. Une fois la porte prise, le commandant de la place fait battre la chamade et la garnison, composée de 4 bataillons et 4 escadrons se rend, prisonnier de guerre. Les 175 officiers et les 1 552 soldats sont conduits à Bruxelles.
La convention de capitulation de la ville de Diest, signée par le comte d'Artagnan, compte 5 articles.

« Art 1. . La garnison se rendra prisonnière de guerre, à condition que tous les équipages et chevaux des officiers, comme aussi leurs femmes, enfants et valets qui ne sont pas au service leur resteront et qu'il leur sera permis de les mener avec eux ou de les envoyer sous escorte, et qu'on donnera aux officiers qui ont perdu leurs chevaux des charrettes ou chevaux de la ville ou d'ailleurs pour les pouvoir transporter. »

« Art 4. . La garnison ne sera menée plus loin qu'en Brabant, où elle restera jusques à ce qu'elle soit échangée. »

— Convention de capitulation du 26 octobre 1705.

### Bilan de la campagne de 1705
La campagne de 1705 s'est soldée par l'échec de l'opération des Alliés sur la Moselle mais par la réussite de la percée de la ligne de défenses française dans le Brabant. Cependant ce dernier avantage n'a pas pu être mis à profit par les Alliés. L'électeur Maximilien-Emmanuel de Bavière, commandant en chef des troupes franco-bavaroises dans les Pays-Bas, a réussi à contenir l'armée du duc de Marlborough.
Avant la fin de l'année, le duc de Marlborough fait un séjour à Vienne pour rencontrer l'empereur, puis repasse par Berlin où il rencontre le roi de Prusse, par Hanovre et enfin par La Haye, avant de regagner l'Angleterre.

## La campagne de 1706
Pendant l'hiver, les Alliés nomment de nouveaux officiers généraux :
- Le général Salish commande sur la Meuse avec les lieutenants généraux Dorptf et Hompesch ;
- Le comte d'Oxenstein commande en Brabant avec les lieutenants généraux Dompré et le baron Spar.

Tandis que du côté français, l'électeur Maximilien-Emmanuel de Bavière, commandant en chef de l'armée aux Pays-Bas, sépare son armée :
- Les maréchaux de Villeroy et de Marcin restent sur la frontière ;
- Le comte de Gacé, lieutenant général, à Anvers avec le maréchal de Camp de Montegeorge ;
- le duc de Villeroy à Bruxelles avec le maréchal de camp Palavicin ;
- M de Souternon à Malines avec le maréchal de camp de Puyguion ;
- le chevalier de Courcelles à Luxembourg.

Les brigadiers de Tournefort, de Nesle, de Vienne, de Buzenval, de Tournain, de Villefort, de Greder, de la Mothe et de Ponts sont dispersés dans les différentes places des Pays-Bas.
Louis XIV renforce l'armée française des Pays-Bas.
Le duc de Marlborough revient le 21 avril 1706 dans les Provinces-Unies pour se rendre à La Haye à une conférence avec les députés des États Généraux pour mettre au point les mesures à prendre pour l'ouverture de la campagne militaire de 1706. Il quitte La Haye le 9 mai 1706 avec le général d'Overkerque pour visiter les troupes hollandaises à Tongres puis les nouveaux ouvrages de la citadelle de Liège.
Les députés des États Généraux, van Collen, Renswoude et Goslinga quittent La Haye le 11 mai 1706 pour rejoindre Maestricht le 17 et Tongres le 19.

### Les mouvements des deux armées (mai)
Le général Churchill rassemble les troupes anglaises le 9 mai 1706 à Breda et fait mouvement vers Bilzen, puis vers Looz et Corswarem où il fait la jonction avec les troupes hollandaises. Ces deux armées réunies sont composées de 75 bataillons et de 123 escadrons, pourvus de 100 canons, 20 obusiers et 42 pontons.
L'armée des deux couronnes, commandée par l'électeur et le maréchal de Villeroy est composée de 70 000 hommes dont 40 000 d'infanterie et 30 000 de cavalerie,.
L'armée française repasse la Dyle le 19 mai 1706 et apprenant que l'armée du duc de Marlborough fait mouvement de Tirlemont vers Namur, le maréchal de Villeroy vient placer ses troupes sur la Méhaigne à Ramillies.
C'est avec une certaine satisfaction que le duc de Marlborough constate que l'armée franco-bavaroise est face à la sienne. En effet, depuis plus d'un an, il cherche l'affrontement direct entre ces deux grandes armées. Il contacte le duc de Wurtemberg pour faire accélérer la marche de la cavalerie danoise.

### La bataille de Ramilies (mai)

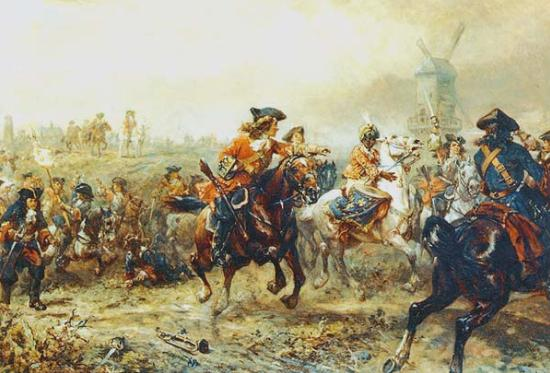
Victoire des Alliés à Ramillies le 23 mai 1706.

Le choc entre les deux armées se produit à Ramillies le 23 mai 1706. L'armée alliée va remporter la victoire sur l'armée française.
Les alliés poursuivent leur avance et les villes et places vont tomber les unes après les autres, Louvain le 25 mai, Bruxelles le 28 mai, Malines, Lierre, Gand, Alost, Damme, Audenarde, Bruges et Anvers le 6 juin, Ostende le 8 juillet, Menin le 25 août et Ath le 2 octobre. Le maréchal Villeroy semble impuissant à arrêter le processus d'effondrement militaire dans les Pays-Bas. À la fin de cette campagne, les Français sont encore maîtres du Hainaut, du Namurois et du Luxembourg, où Maximilien-Emmanuel établit ses troupes.

« Les suites de cet heureux événement sont au delà de tout ce que nous avions osé espérer. On n'a presque jamais ouï que tant de places fortes avec des pays entiers se soient rendues en si peu de temps, et qui étaient même pourvues de garnisons et magasins pour une bonne défense. »

— Le comte de Marlborough ,  The letters and dispatches of John Churchill

## La campagne de 1707

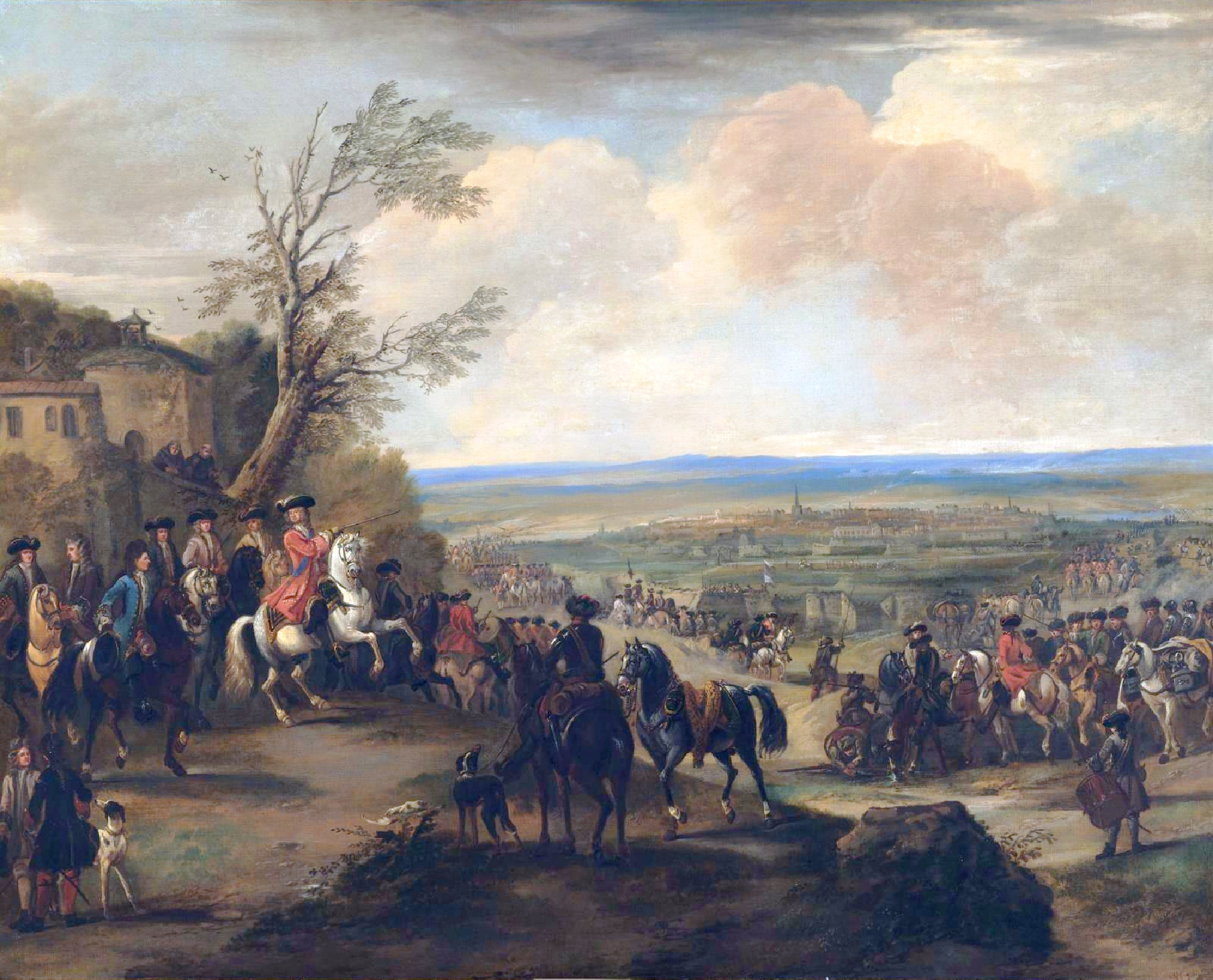
L'armée française du duc de Vendôme est battue par les troupes alliées du Prince Eugène et du duc de Marlborough à la bataille d'Audenarde le 11 juillet 1708.

Louis XIV décide de rappeler le maréchal de Vendôme du nord de l'Italie pour prendre le commandement dans de l'armée française des Flandres. Celui-ci va baser sa défense sur des obstacles naturels, l'Escaut, la Haine, la Sambre et sur une ligne de redoutes entre Mons, Charleroi et Namur. Les troupes françaises sont également renforcées. En mai 1707, le duc de Marlborough réunit ses forces à Anderlecht tandis que Vendôme établit ses troupes à proximité de Fleurus. Les deux armées vont passer l'été en déplacements dans les provinces du Hainaut et du Tournaisis sans réelle confrontation. En octobre, les troupes rentrent dans leurs quartiers d'hivers.

## La campagne de 1708

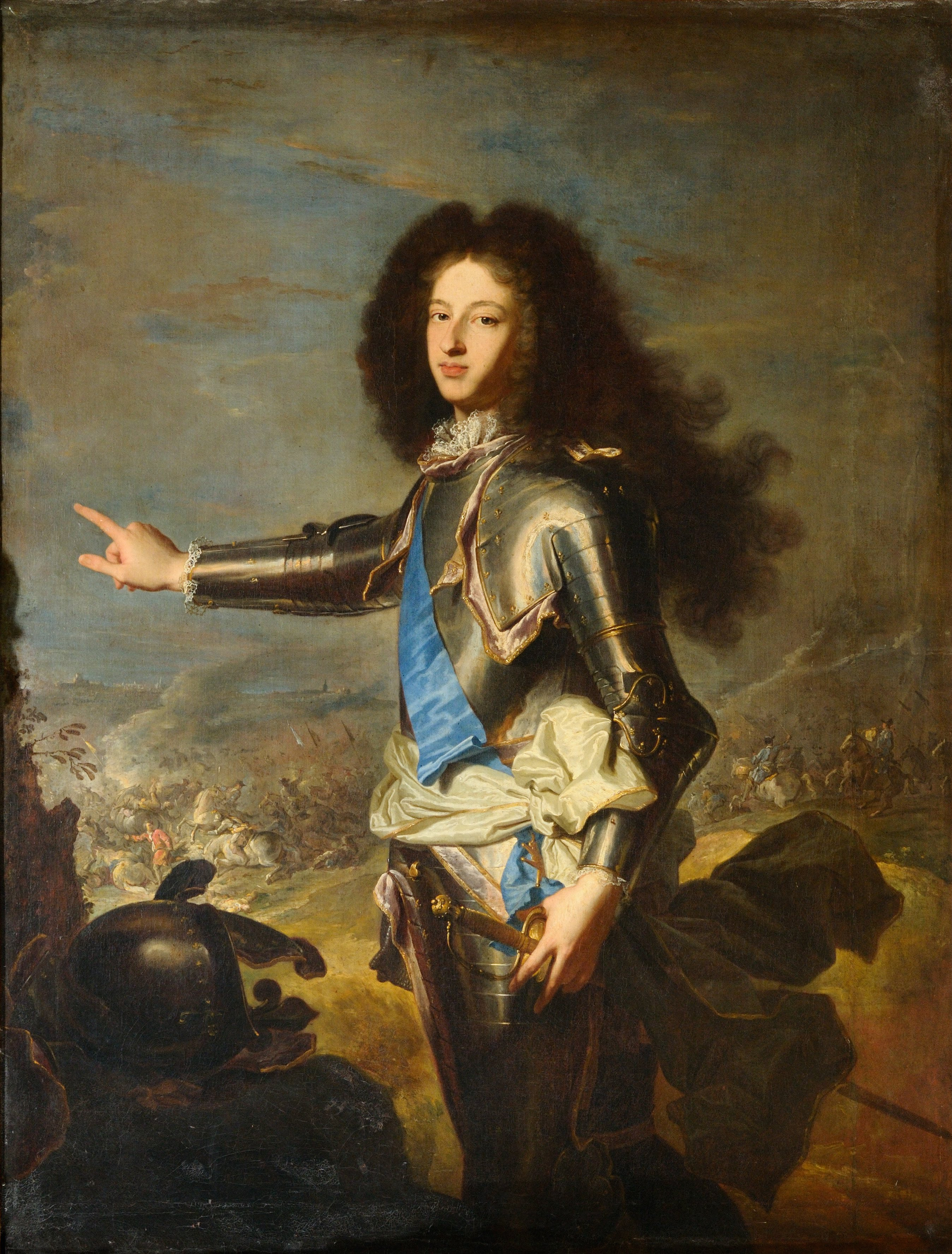
Le duc de Bourgogne, petit-fils de Louis XIV, prend le commandement de l'armée française en 1708

Au début de 1708, Louis XIV envoie son petit-fils, le duc de Bourgogne, prendre le commandement de l'armée tandis que Maximilien de Bavière prend celui de l'armée du Haut-Rhin. Au début de la campagne, l'armée française se positionne sur une ligne entre Genappe et Braîne l'Alleud tandis que les troupes anglaises du duc de Marlborough s'installent près de Louvain. Les deux armées se font face pendant plusieurs semaines, ce qui permet à l'armée prussienne du Prince Eugène d'opérer sa jonction avec Marlborough. Le duc de Bourgogne décide de détacher une partie de ses troupes vers l'Escaut; les Français s'emparent par surprise de Gand le 5 juillet 1708 et entrent dans la ville de Bruges quelques jours plus tard. Les troupes françaises tiennent à présent toute la vallée de l'Escaut, depuis Valenciennes jusqu'à la Mer du Nord. Seule la citadelle d'Audenarde restent aux mains des coalisés. En vue d'empêcher sa prise par les Français, le duc de Marlborough s'empare de Lessines le 10 juillet et il amène ses troupes à marches forcées vers l'Escaut. Les deux armées s'affrontent au nord d'Audenarde. Les Français perdent cette bataille à la suite d'erreurs tactiques et se replient sur Gand. La route de France est désormais dégagée. Le Prince Eugène fait marche vers le sud dans les jours qui suivirent avec 75 000 hommes pour porter le combat sur le territoire français. Le maréchal de Boufflers arrive juste à temps (28 juillet) avec un contingent de 15 000 hommes pour défendre Lille. Il parvient à défendre la ville jusqu'en août, mais les coalisés s'emparent Lille le 28 octobre, après un siège de soixante-deux jours. L'électeur de Bavière, tente une diversion et attaque Bruxelles fin novembre, sans succès. Les troupes françaises du maréchal de Boufflers repliées dans la citadelle de Lille capitulent finalement le 9 décembre. Marlborough et le Prince Eugène se retournent alors vers Gand, où les troupes françaises battues à Audenarde et commandées par le comte de La Mothe se sont repliées, et ils s'emparent de cette place le 29 décembre. La France est ouverte à une invasion.

« La conservation de Gand est d'une si haute importance, que vous ne pouvez prendre trop de mesures, de concert avec M de Capres et autres, pour faire une vigoureuse résistance. »

— Michel Chamillart, secrétaire d'état à la guerre,  Lettre au comte de la Mothe

## La campagne de 1709
En 1709, en vue de s'assurer le Hainaut, le duc de Marlborough et le prince Eugène décident d'abord d'entreprendre le siège de Tournai. La ville se rend le 28 juillet et la citadelle est prise le 5 septembre. Les troupes alliées reviennent vers Mons pour affronter le 11 septembre, l'armée française conduite par les maréchaux de Villars et Boufflers. Au cours de la bataille de Malplaquet, la plus sanglante de la guerre de Succession d'Espagne, les alliés qui ont perdu 20 000 à 25 000 hommes, renoncent à envahir la France. Les Français n'ont perdu qu'environ 6 000 hommes, et se replient en bon ordre sur Bavay et Valenciennes. Les troupes alliées s'emparent de Mons, après un siège conduit par le prince d'Orange, le 23 octobre. Après la reddition de Mons, les deux armées se retirent dans leurs quartiers d'hiver : les Anglais à Gand, les Danois à Bruges, les Prussiens sur la Meuse. Namur est la seule forteresse des Pays-Bas encore aux mains des Français !

## La campagne de 1710
Au début de 1710, les efforts des alliés se portent sur la France. La campagne leur est favorable, le duc de Marlborough s'empare de plusieurs places fortes de France, Douai le 29 mai, Bethune le 31 août, Saint-Venant le 29 septembre et Aire le 8 octobre.

## La campagne de 1711

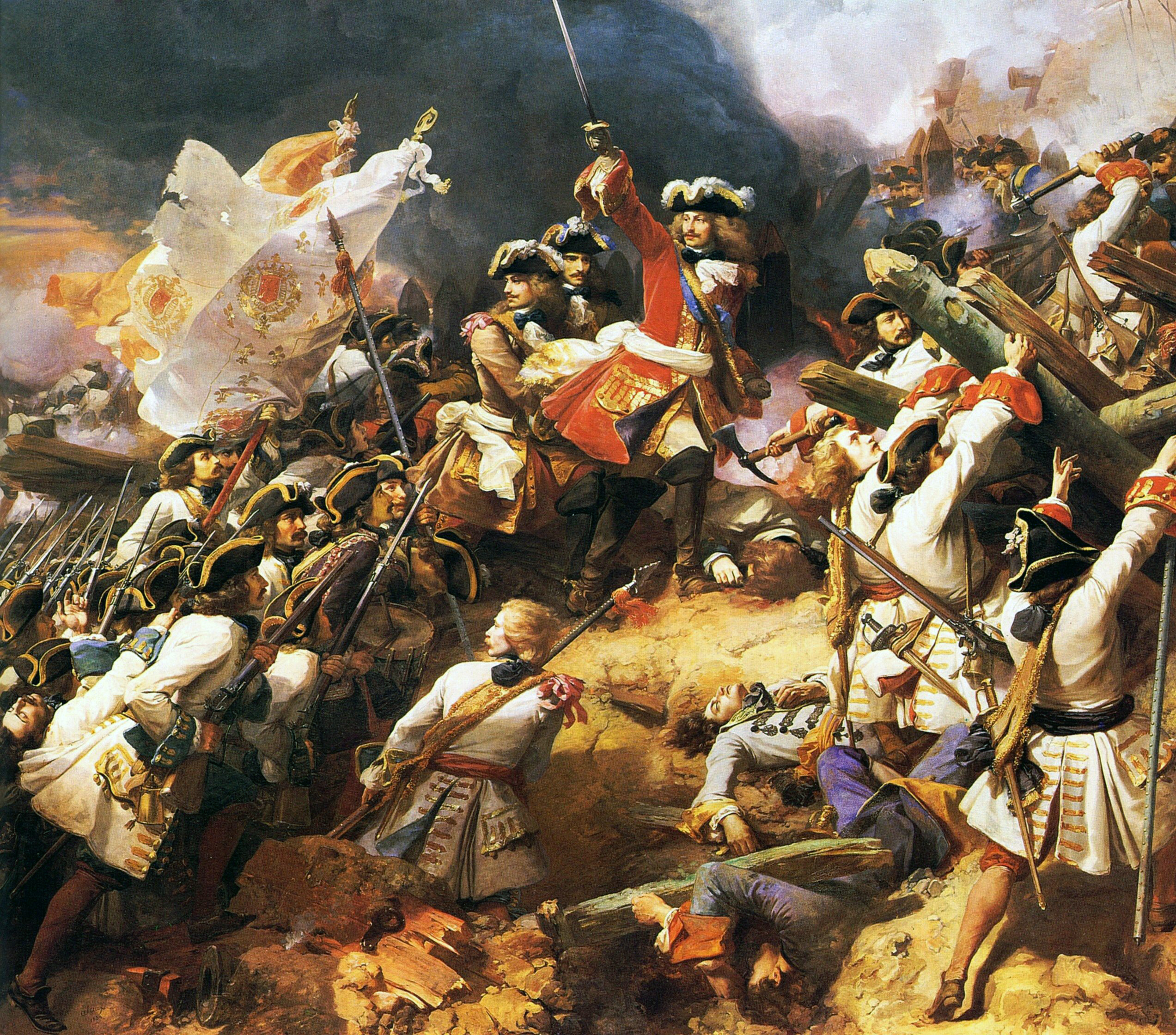
Victoire des Français à Denain le 24 juillet 1712.

En 1711, la ligne de défense des Français est formée de la Canche, de la Scarpe et de la Sambre, avec une ligne de retranchements. Le duc de Marlborough réunit son armée près de Douai en mai. Après quelques mouvements de troupes et tentatives d'attaques, il parvient à passer la Sensée à Bac-au-Bancheuil le 4 août. Le maréchal de Villars se porte vers l'endroit de passage, mais trop tard. La rive droite de Bouchain est investie le 7 août, tandis que la garnison forte de 3 000 hommes défendant la rive gauche de Bouchain se rend le 14 septembre. La route de Paris est ouverte aux alliés ! Cependant, à la fin de l'année, à la suite des accords de réconciliation entre la France et la Grande-Bretagne, la reine de Grande-Bretagne relève le duc de Marlborough du commandement des forces alliées aux Pays-Bas à la surprise des alliés.

## La campagne de 1712
En 1712, le Prince Eugène reprend le commandement de l'armée impériale et des troupes hollandaises en Flandre, tandis que James Butler (2e duc d'Ormonde) reprend la direction des Anglais et de leurs auxiliaires. Le 8 juin, les alliés commencent le siège du Quesnoy et prennent la ville le 4 juillet. Étant donné l'existence de négociations de paix entre Louis XIV et le nouveau ministère anglais, le duc d'Ormonde et l'armée anglaise abandonnent les alliés sous des ordres secrets pour se retirer sur Gand et Bruges. Le prince Eugène continue le combat et il investit Landrecies. Pendant que les troupes alliées sont occupées, le maréchal Villars décide dans le plus grand secret de porter son attaque sur Denain. Cette bataille de Denain a lieu le 24 juillet 1712 et se solde par une victoire inespérée des armées françaises, avec pour conséquence la retraite des troupes alliées sur Mons. La ville du Quesnoy est reprise par les Français.

## Les opérations militaires en 1713
L'année 1713 est marquée par la signature du traité d'Utrecht entre la Grande-Bretagne, les Provinces-Unies et la France. Le cessez-le-feu est effectif le 18 avril 1713 dans les Pays-Bas.

« Messieurs, Sa Majesté la Reine de Grande-Bretagne et LL.HH.PP. les Seigneurs États Généraux des Provinces-Unies ayant conclu leurs traités de paix et de commerce avec le Roi Très Chrétien à Utrecht, le 11 de ce mois, vous êtes requis, Messieurs, de le faire savoir de la manière accoutumée où il appartient, afin que tout acte d'hostilité vienne à cesser, tant par eau que par terre, dans ces pays-ci. Vous requérant, de plus, d'ordonner à l'amirauté d'Ostende et d'ailleurs où il sera nécessaire, afin que les armateurs et tous les autres vaisseaux de des pays-ci s'abstiennent dès à présent de toute sorte d'hostilité contre les vaisseaux et les sujets de la France. »

— Orrery et Johan Van den Bergh,  Réquisition de la conférence anglo-batave du 18 avril 1713